# Bing Crosby

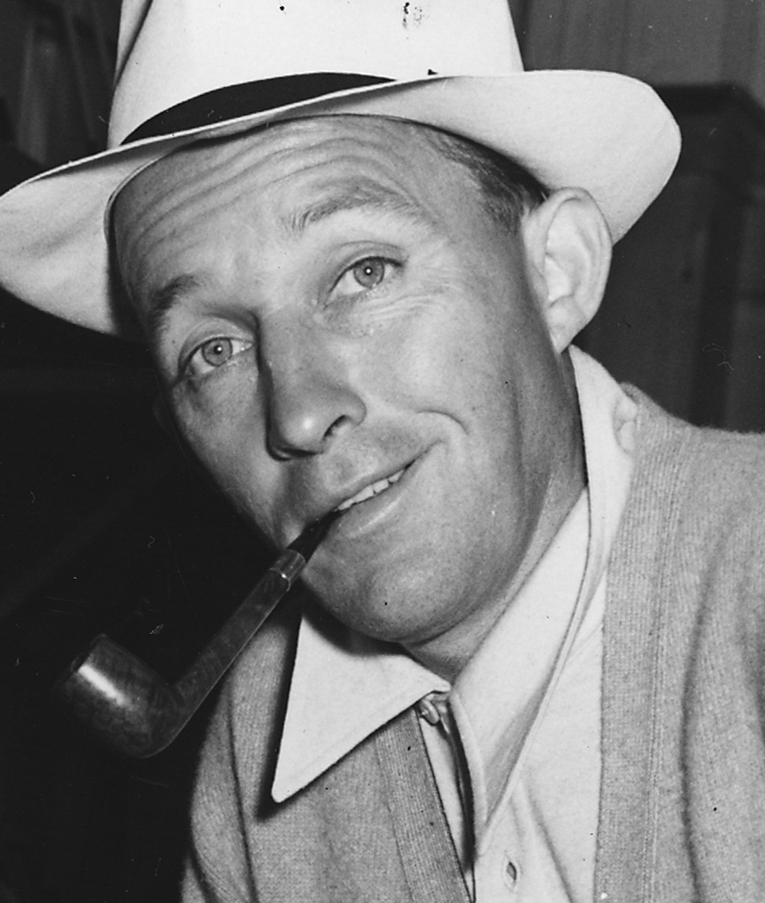
Bing Crosby (1942)

Harry Lillis „Bing“ Crosby (* 3. Mai 1903 in Tacoma, Washington; † 14. Oktober 1977 in Madrid) war ein US-amerikanischer Sänger und Schauspieler.
Mit seiner Bassbariton-Stimme wurde Crosby zu einem der erfolgreichsten Sänger des 20. Jahrhunderts. Bis heute hat er weltweit etwa eine Milliarde Schallplatten verkauft. Mit über 50 Millionen verkauften Exemplaren ist White Christmas sein bis dato meistverkaufter Song. Ab den 1930er-Jahren trat Bing Crosby auch als Filmschauspieler regelmäßig in Erscheinung. Bekannt und beliebt wurde er vor allem mit den Road-to-Komödienfilmen mit Bob Hope, durch die Crosby und Hope in den 1940er- und 1950er-Jahren eines der beliebtesten Komikerduos der USA wurden. 1945 gewann er den Oscar als bester Hauptdarsteller für seine Darstellung eines Pfarrers in Der Weg zum Glück.

## Frühe Jahre

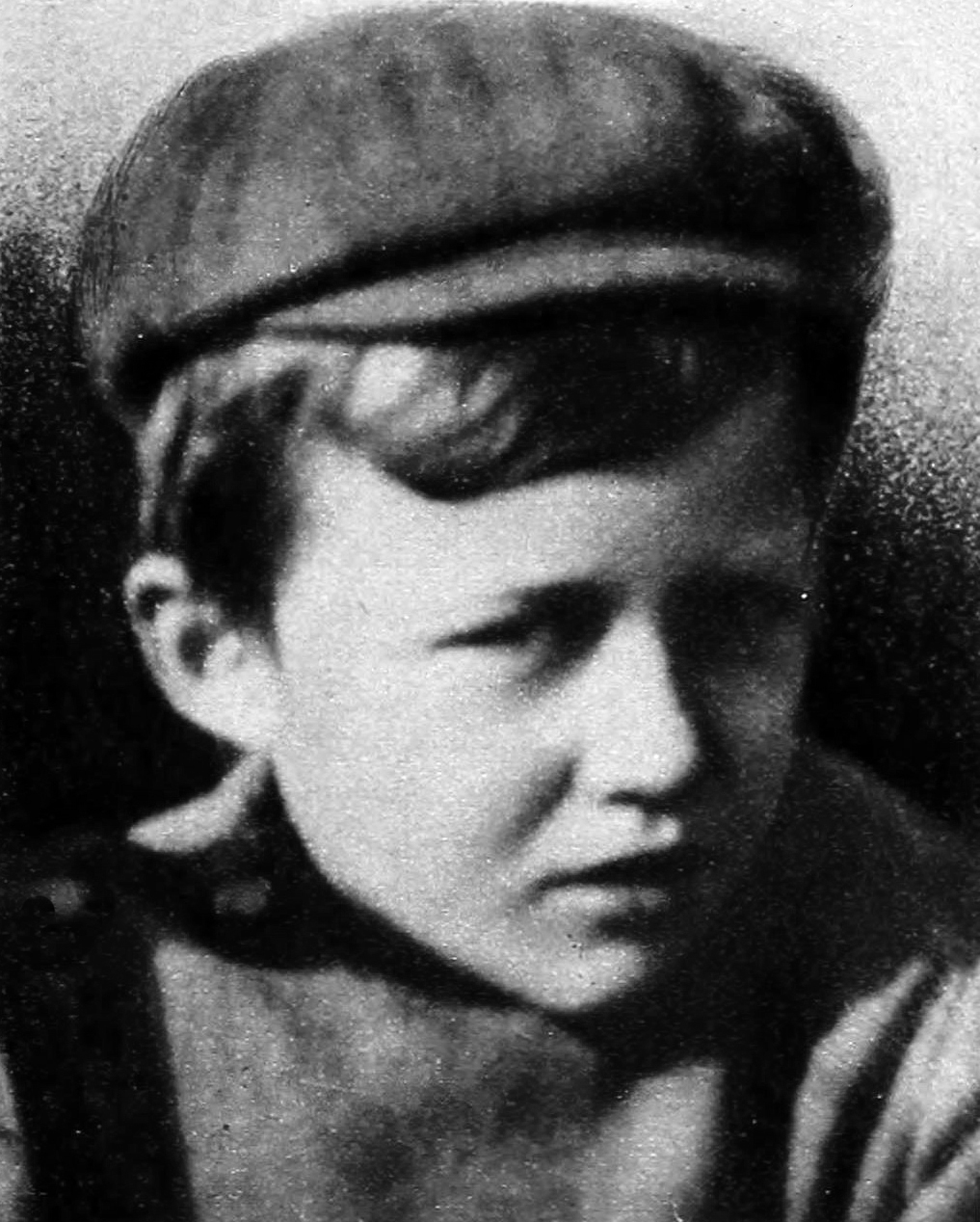
Bing Crosby um 1912

Einige Unsicherheit besteht darüber, wann genau Bing Crosby geboren wurde. Die meisten Quellen geben das Jahr seiner Geburt mit 1903 an, jedoch nennt sein Grabstein – auf Anweisung seiner Familie – das Jahr 1904. Sein jüngerer Bruder Bob Crosby war ebenfalls Sänger, Schauspieler und Bandleader.
Bing Crosby wuchs mit Al Rinker auf, dem jüngeren Bruder der Sängerin Mildred Bailey. Crosby und Rinker nutzten Baileys Verbindungen und traten kurz nach ihrem Schulabschluss als Sänger der Band von Paul Whiteman bei, wo sie dann mit Harry Barris das Vokaltrio Rhythm Boys bildeten. Crosby besuchte das Jesuiten-College Gonzaga University in Spokane und studierte dort Jura. Während er mit Anwaltskollegen auf Geschäftsreise war, sang er in Bars und verdiente hiermit eigenen Angaben zufolge mehr als die Anwälte. Dies war der Zeitpunkt, an dem er sich entschloss, sich ganz auf eine Gesangskarriere zu konzentrieren.
National erregte er mit dem populären Whiteman Orchestra Aufsehen, mit dem er in Der Jazzkönig (1930) sein Filmdebüt hatte. Von da an war er ein gefragter Bühnendarsteller, Radio-Entertainer und ein Sänger mit rekordverdächtigen Plattenverkaufszahlen.

## Bing Crosbys Gesangskarriere
Crosby und sein Partner Al Rinker galten bei ihrer Einstellung in das Paul Whiteman-Orchester als die ersten vollbeschäftigten Bandsänger des Musikgeschäfts. Nach Ansicht des Autors Will Friedwald verkörperte Crosbys Gesang in der Whiteman-Band 1928 die Integration afrikanischer und amerikanischer Elemente, ersetzte – anders als seine Zeitgenossin Ethel Waters – aber die Spuren der Minstrel-Shows durch Subtilität: „Am wichtigsten ist, dass Crosby den Stil der neuen Instrumentalsolisten aufgriff, vor allem Louis Armstrongs und in geringerem Maß Bix Beiderbeckes; ihren melodischen Ansatz, ihr Rhythmusverständnis und ihr Konzept und Vokabular der Improvisation. Crosbys große Leistung war die Verbindung des Jazz mit der Musik der Tin Pan Alley.“ Die war schon in seinen Aufnahmen von 1928 mit der Whiteman-Band zu hören; in I’m Afraid of You und T’aint So, Honey, T’aint So hielt er Töne am Ende der Phrasen länger aus, um so mit dem Rhythmus zu spielen, und in Make Believe ließ er sich lediglich von der Rhythmusgruppe begleiten, wobei er mit dem Bassisten Steve Brown ein Duett hatte, in dem sie von Zeit zu Zeit in den 4/4-Takt verfielen, der später eines der grundlegenden Elemente des modernen Jazz werden sollte.
Crosby markierte mit seinem warmen, leicht belegten Bariton eine Art von Natürlichkeit, die im Gegensatz zu lärmenden Humoristen wie Al Jolson oder Billy Murray stand; er war auch der erste Sänger, der die amerikanischen Melodien achtete und auch in der Lage war, sich mit der Oper und der europäischen Tradition des Kunstlieds zu messen. So entstand der Sound, der Generationen des populären Gesangs prägen sollte. In den frühen 1930er-Jahren näherten sich Crosbys und Armstrongs Stil am meisten aneinander an; zu hören war dies in den zahlreichen gemeinsamen Auftritten. Armstrong sagte über seinen Freund: „Bings Stimme hat eine Weichheit, die typisch für Bing ist. Sie ist wie Gold, das aus einem Kelch fließt.“
In der Zeit zwischen 1932 und 1935 perfektionierte er seinen Stil, zu hören in den Jazzstandards Sweet Georgia Brown, Some of These Days, sowie der viereinhalbminütige St. Louis Blues, der mit Musikern des Duke Ellington Orchestra entstand, in dem er sich als meisterhafter Scatsänger zeigte. Sein Song Please von 1932 enthält das Wortspiel „Oh, Please – Lend your little ear to my pleas“. Crosby nahm dann von 1936 bis 1939 eine Vielzahl rhythmisch lebendiger Titel auf, so mit dem Jimmy Dorsey Orchester und später John Scott Trotter. Dieser schuf durch Verlangsamung den typischen Balladenstil Crosbys, wie in seinen Decca-Aufnahmen Pennies from Heaven, Somebody Loves Me, Maybe (1939) und Day Dreaming (1941, mit Victor Youngs Orchester). Der Jazz spielte zu diesem Zeitpunkt für Crosby nicht mehr die tragende Rolle wie noch Anfang der 1930er-Jahre; er glich dies mit einigen hot-Sessions aus, wie im Juni 1940 mit Andy Secrest und Abe Lincoln, Posaunist der The California Ramblers, als er vier Upbeat-Nummern für seinen Film Rhythm on the River einspielte, die Titelmelodie, die Hoagy Carmichael Komposition Can’t Get Indiana Off My Mind und That’s for Me sowie eine Neuauflage seines früheren Hits I Found a Million Dollar Baby. Mitte der 1940er-Jahre machte Crosby dann weitere Aufnahmesessions mit bekannten Jazzmusikern, die er Milt Gabler zusammenstellte, so mit Eddie Heywood, Vic Dickenson, Eddie Condon, Wild Bill Davison und dem Bud Freeman Orchester (1946). 1944 entstanden Duette mit Louis Jordan und dessen Tympany Five sowie eine Aufnahmesession mit Glenn Miller AAF Orchester; 1952 gab es eine Reunion-Session mit Red Nichols, außerdem viele Aufnahmen mit den Orchestern von Woody Herman und Bob Crosby als auch mit deren kleineren Bands, den Woodchoppers und den Bobcats, bei denen er nicht – wie sonst üblich – als Crooner auftrat.
Sein größter Erfolg als Sänger populärer Musik war schließlich die Aufnahme von Irving Berlins Song White Christmas, der einer der größten Verkaufserfolge aller Zeiten wurde und nach Candle in the Wind von Elton John auf Platz 2 der ewigen Bestsellerliste steht.
Der Verlust des jugendlichen Publikums in der späten Eisenhower-Periode befreite Bing Crosby von dem Druck, ständig Hits zu produzieren. So wandte er sich wieder mehr seinen Ursprüngen, dem Jazz, zu. Den Höhepunkt seiner späten Jazzaufnahmen bilden nach Ansicht von Will Friedwald sein Verve-Album Bing Sings Whilst Bregman Swings, seine Antwort auf die Swing-Sessions Frank Sinatras mit Nelson Riddle oder Billy May, die Combo-Aufnahmen mit Buddy Cole Some Fine Old Chestnuts (1955) und New Tricks (1957) für Decca und insbesondere das Victor-Album Bing with a Beat, das er 1957 mit Bob Scobey und seiner Frisco Jazz Band einspielte, für die als Arrangeur der Klarinettist Matty Matlock verantwortlich war. Mit dem Album erwiesen sie den frühen Jazz von King Oliver und Jelly Roll Morton ihre Reverenz und interpretierten Titel wie Mack the Knife, Coal Cart Blues und Exactly Like You.
Bing Crosby wurde als wichtiger Fürsprecher der Magnetbandtechnik bekannt, indem er die Weiterentwicklung der deutschen Magnetophone bei dem US-Unternehmen Ampex finanziell förderte. Das Ergebnis war das wegweisende Ampex Model 200.

## Crosby als Schauspieler

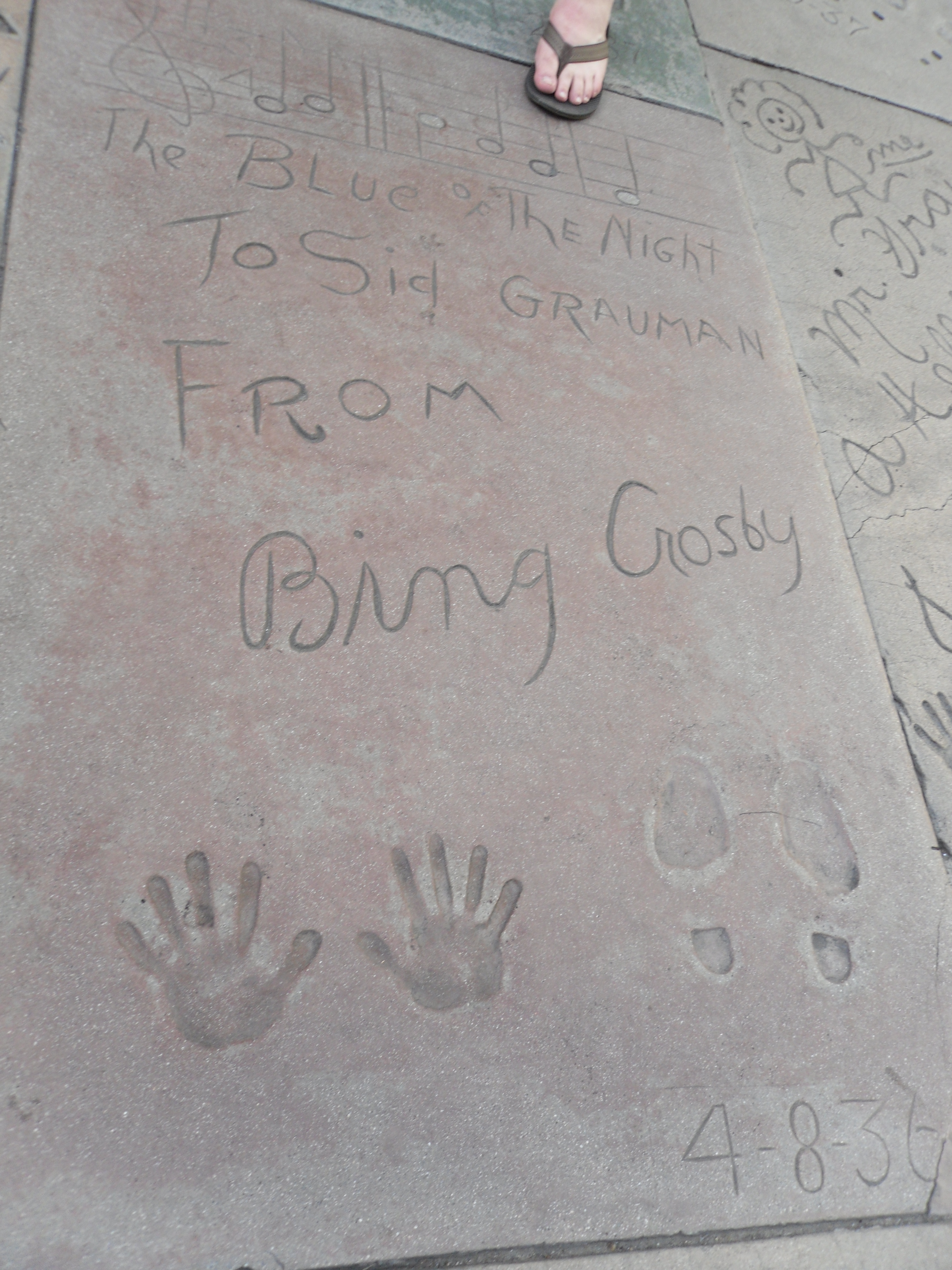
Bing Crosbys Hand- und Schuhabdrücke vor Grauman’s Chinese Theatre

Nach ersten Erfolgen als Sänger begann Crosby seine Filmkarriere im Jahr 1930 mit einigen Kurzfilm-Komödien aus der Produktion von Mack Sennett. Seine erste Hauptrolle in einem abendfüllenden Spielfilm hatte er 1932 in Frank Tuttles Musicalfilm The Big Broadcast, in dem er das bekannte Lied Where the Blue of the Night (Meets the Gold of the Day) sang. In den 1930er-Jahren drehte er hauptsächlich für Paramount Pictures und spielte vor allem heiter-komödiantische Rollen in Musikfilmen, darunter Raoul Walshs Musical Going Hollywood (1933) sowie Schiffbruch unter Palmen (1934) mit Carole Lombard und Mississippi (1935) an der Seite von W. C. Fields. Er kultivierte für sich das Image des lässigen und freundlichen Durchschnittsamerikaners.
In den 1940er-Jahren stieg Crosby zu einem der beliebtesten Filmschauspieler Hollywoods auf. Beginnend mit Der Weg nach Singapur war Crosby gemeinsam mit Bob Hope und Dorothy Lamour in einer Reihe von erfolgreichen Komödien zu sehen, die an meist exotischen Schauplätzen angesiedelt sind. Bis zum Jahr 1962 traten Hope und Crosby in sechs weiteren Filmen der Road-to-Filmreihe auf, wobei sie sich komödiantisch vor allem durch einen improvisierten und entspannten Schauspielstil auszeichneten. Auch in weiteren Shows bei Radio, Fernsehen und Theater traten die beiden gemeinsam auf.

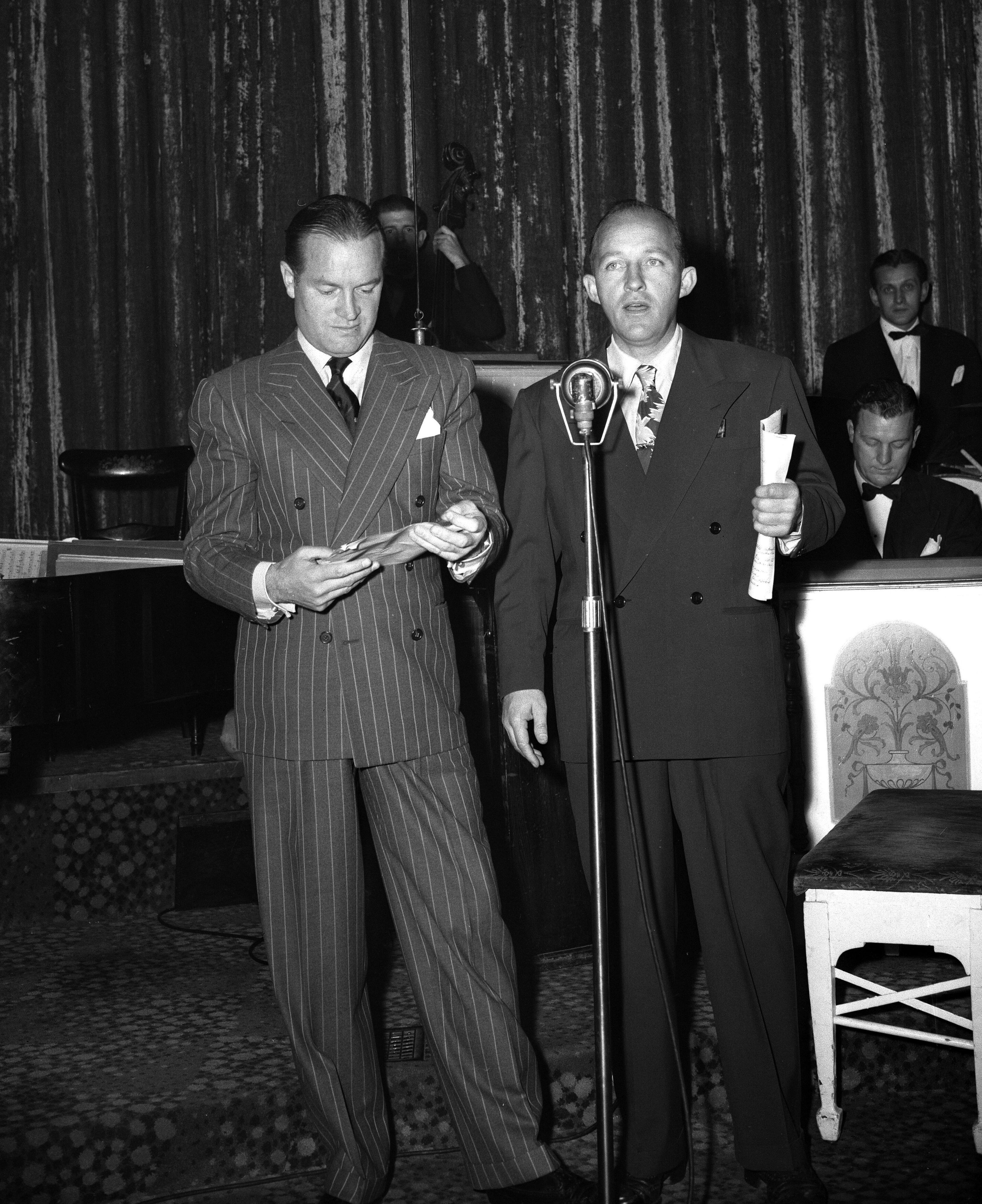
Bing Crosby (rechts) mit Bob Hope (1944)

1945 erhielt Crosby den Oscar in der Kategorie Bester Hauptdarsteller für seine Darstellung des sympathischen und unkonventionellen Pfarrers Chuck O’Malley in dem Film Der Weg zum Glück. Crosby, ein gläubiger Katholik, hätte diese Rolle zunächst fast abgelehnt, da er glaubte, der Film wolle sich über Glauben lustig machen. Im folgenden Jahr drehte er die Fortsetzung Die Glocken von St. Marien, in der Ingrid Bergman an seiner Seite eine Nonne spielt. Mit Die Glocken von St. Marien, Blue Skies und Der Weg nach Utopia spielte Crosby im Jahr 1946 in drei der fünf kommerziell erfolgreichsten Filmen des Jahres eine Hauptrolle.
Ab den 1950er-Jahren absolvierte Crosby auch häufiger Fernsehauftritte, blieb aber weiterhin als Kinoschauspieler gefragt und spielte in einigen seiner heute noch bekanntesten Filmen. 1954 stand er für Weiße Weihnachten von Michael Curtiz mit Danny Kaye vor der Kamera und sang hierin auch sein erfolgreichstes Lied, das er bereits zwölf Jahre zuvor in dem Film Musik, Musik gesungen hatte. Weiße Weihnachten war mit weitem Abstand der erfolgreichste Film des Jahres und nahm rund 30 Millionen US-Dollar allein in den USA ein. Ebenfalls 1954 trat er neben Grace Kelly in der Komödie Ein Mädchen vom Lande auf, für die diese den Oscar erhielt. 1956 standen Crosby und die 26 Jahre jüngere Kelly für den Musicalfilm Die oberen Zehntausend erneut vor der Kamera. Das von Cole Porter komponierte, zusammen mit Grace Kelly gesungene Liebesduett True Love aus dem Film erhielt eine Oscar-Nominierung und wurde zum Evergreen.
Von 1945 bis 1977 führte er seine Produktionsfirma Bing Crosby Productions, unter anderem bekannt für die zwischen 1965 und 1966 laufende Sitcom The Bing Crosby Show und die Erfolgsserie Ein Käfig voller Helden. In den 1960er-Jahren ließ Crosby seine Filmkarriere mit Auftritten in dem Rat-Pack-Film Sieben gegen Chicago und dem Western San Fernando (1966), einer weniger erfolgreichen Neuverfilmung des John-Ford-Westerns Ringo, ausklingen. Bis zu seinem Tod blieb er als Gastgeber oder Gast in verschiedenen Fernsehshows präsent.

## Privatleben

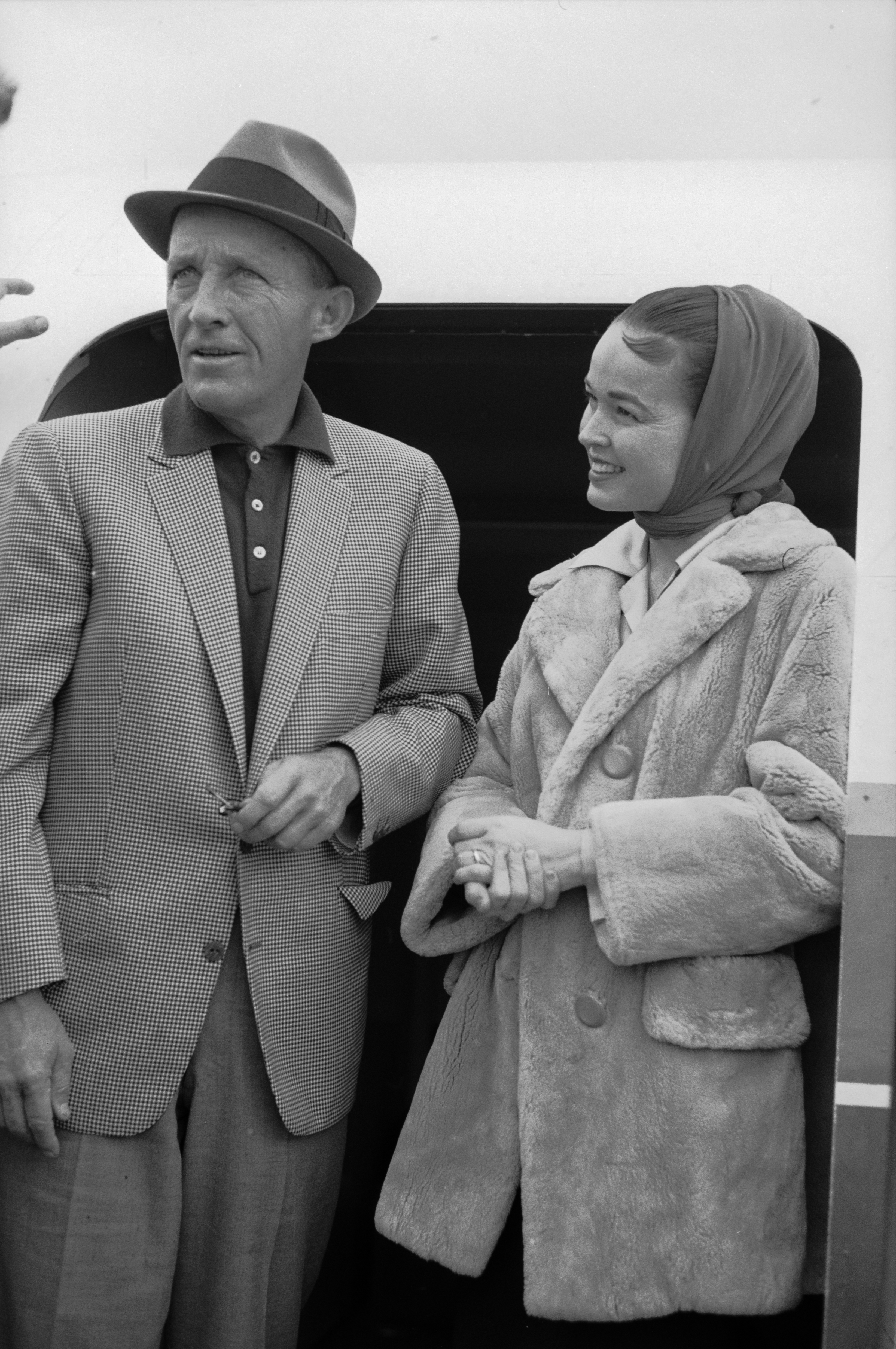
Bing Crosby mit seiner zweiten Ehefrau Kathryn Grant, 1960

Crosby war zweimal verheiratet. Aus der ersten Ehe mit der Schauspielerin und Sängerin Dixie Lee stammte sein Sohn Gary, der an der Seite des Vaters in einigen Shows und Fernsehsendungen auftrat. Gary und seine Brüder Dennis Crosby (1934–1991), Phillip Crosby (1934–2004) und Lindsay Crosby (1938–1989) traten in den 1950er- und 1960er-Jahren oft als Gesangsgruppe The Crosby Boys auf. Alle vier Söhne aus Bing Crosbys Ehe mit Dixie Lee waren Alkoholiker, ebenso wie ihre Mutter. Auch Crosby war zumindest in den Jahren um 1930 ein starker Trinker, hatte seinen Alkoholkonsum aber später im Griff. Nach Dixie Lees Tod 1952 heiratete er die Schauspielerin Kathryn Grant. Da diese beträchtlich jünger war als er, hatte er auch in fortgeschrittenem Alter noch Kinder, wodurch die Kinder beider Ehen verschiedenen Generationen angehörten.
Nach seinem Tod schrieb sein ältester Sohn aus erster Ehe eine kontrovers diskutierte Autobiographie, in der er ihn als autokratischen und ausfallenden Vater beschreibt. Crosbys Söhne aus der ersten Ehe, insbesondere Phil, sowie die Kinder aus der zweiten Ehe distanzierten sich von den Memoiren ihres Bruders beziehungsweise widersprachen vehement den Anschuldigungen. Der Autor der neuesten Biografie über Bing Crosby, Gary Giddins, stellte bei Interviews mit Gary Crosby selbst und anderen Familienmitgliedern und Familienfreunden fest, dass große Teile von Garys Memoiren von Ghostwritern geschrieben wurden und dass die Geschichten von Missbrauch nach Garys eigenem Eingeständnis unglaubwürdig sind. Um ein Jahrzehnt herum nach Bing Crosbys Tod starben zwei seiner Kinder, Lindsay und Dennis, nach finanziellen und familiären Dramen im Abstand von ein paar Jahren jeweils durch Suizid. Die Schauspielerin Denise Crosby ist eine Enkeltochter und die Schauspielerin Mary Crosby eine Tochter von Bing Crosby.

## Gesangsstil und Gesangseigenschaften
Crosby war einer der ersten Sänger, die die Intimität des Mikrofons ausnutzten, anstatt den mit Al Jolson verbundenen tiefen und lauten Varieté-Stil zu verwenden. Er war nach seiner eigenen Definition ein „Phraser“, ein Sänger, der sowohl Text als auch Musik gleichermaßen betonte. Seine Liebe zum Jazz trug dazu bei, das Genre einem breiteren Publikum zugänglich zu machen. Im Rahmen des neuartigen Gesangsstils der Rhythm Boys bog er Noten und fügte verstimmte Phrasen hinzu, ein Ansatz, der auf Jazz basierte. Er war Louis Armstrong und Bessie Smith bereits vor seinem ersten Auftritt vorgestellt worden. Crosby und Armstrong blieben jahrzehntelang Freunde. Sie sangen „Now You Has Jazz“ im Film High Society (1956).
Während des ersten Teils seiner Solokarriere (ungefähr 1931–1934) war Crosbys oft emotionaler Gesangsstil des Summens beliebt. Aber Jack Kapp, Manager von Brunswick und später Decca, überzeugte ihn, viele seiner jazzigeren Gesten zugunsten eines klaren Gesangsstils aufzugeben. Crosby schrieb Kapp die Auswahl von Hits, die Zusammenarbeit mit vielen anderen Musikern und vor allem die Diversifizierung seines Repertoires über verschiedene Stile und Genres hinweg zu. Kapp verhalf Crosby zu Nummer-1-Hits in der Weihnachtsmusik, der Hawaii- und der Country-Musik sowie zu den Top-30-Hits in der irischen Musik, der französischen Musik, Rhythmus und Blues sowie Balladen.
Crosby hatte eine Idee: Phrasierung oder die Kunst, den Text eines Songs zum Klingeln zu bringen. Tommy Dorsey sagte immer wieder zu Sinatra: „Es gibt nur einen Sänger, den du hören solltest, und sein Name ist Bing Crosby. Das einzige, was ihm wichtig ist, sind die Worte, und das ist das einzige, was für dich wichtig sein sollte.“
Der Kritiker Henry Pleasants schrieb:

„[Während] die Oktave Bb bis Bb in Bings damaliger Stimme [1930] für meine Ohren eine der schönsten ist, die ich seit fünfundvierzig Jahren sowohl bei klassischen als auch bei populären Baritonen gehört habe, senkte sich sein Gesang in späteren Jahren bemerkenswert. [Anm: in der Tonhöhe, der Tessitur] Seit Mitte der 1950er Jahre fühlte sich Bing in der Stimmlage Bass wohler, behielt aber die Klangfarbe des Bariton, mit der besten Oktave von G bis G oder sogar F bis F. In einer Aufnahme von 'Dardanella' aus dem Jahr 1960 stimmt er sanft und leicht ein tiefes Es an. Dies ist niedriger als bei den meisten Opernbässen, die gerne etwas riskieren, und die klingen dann so, als wären sie im Keller angekommen.“

## Karrierestatistik
Fünfzehn Jahre lang (1934, 1937, 1940, 1943–1954) war Crosby unter den Top Ten der Kassenverkäufe, und fünf dieser Jahre (1944–1948) führte er die Welt an. Crosby war die Stimme von 13 Oscar-nominierten Songs, von denen vier den Oscar für den besten Song gewannen: Sweet Leilani (Waikiki Wedding, 1937), White Christmas (Holiday Inn, 1942), Swinging" on a Star (Going My Way, 1944) und In the Cool, Cool, Cool of the Evening (Here Comes the Groom, 1951).
Crosby war um die Mitte des 20. Jahrhunderts in der Welt so berühmt und beliebt, dass eine damals in den USA durchgeführte Umfrage ergab, dass Crosby zu dieser Zeit bei Amerikanern populärer als der damalige Präsident Harry S. Truman sowie Papst Pius XII. war. Er hatte zwischen 1931 und 1954 jedes Jahr separate Chart-Singles und allein 1939 hatte er 24 separate populäre Singles. Crosby erreichte 396 Platzierungen in den Charts, darunter 41 Nummer-eins-Hits. Einschließlich zwei weiterer Nummer-eins-Platzierungen von White Christmas ergeben sich 43 Nummer-eins-Platzierungen, mehr als The Beatles (24) und Elvis Presley (18) zusammen.
Bing Crosby hat über 2.000 kommerzielle Aufnahmen und ungefähr 4.000 Radiosendungen sowie eine umfangreiche Liste von Film- und Fernsehauftritten aufgenommen. Er gilt als der am meisten aufgenommene Künstler in der Geschichte.

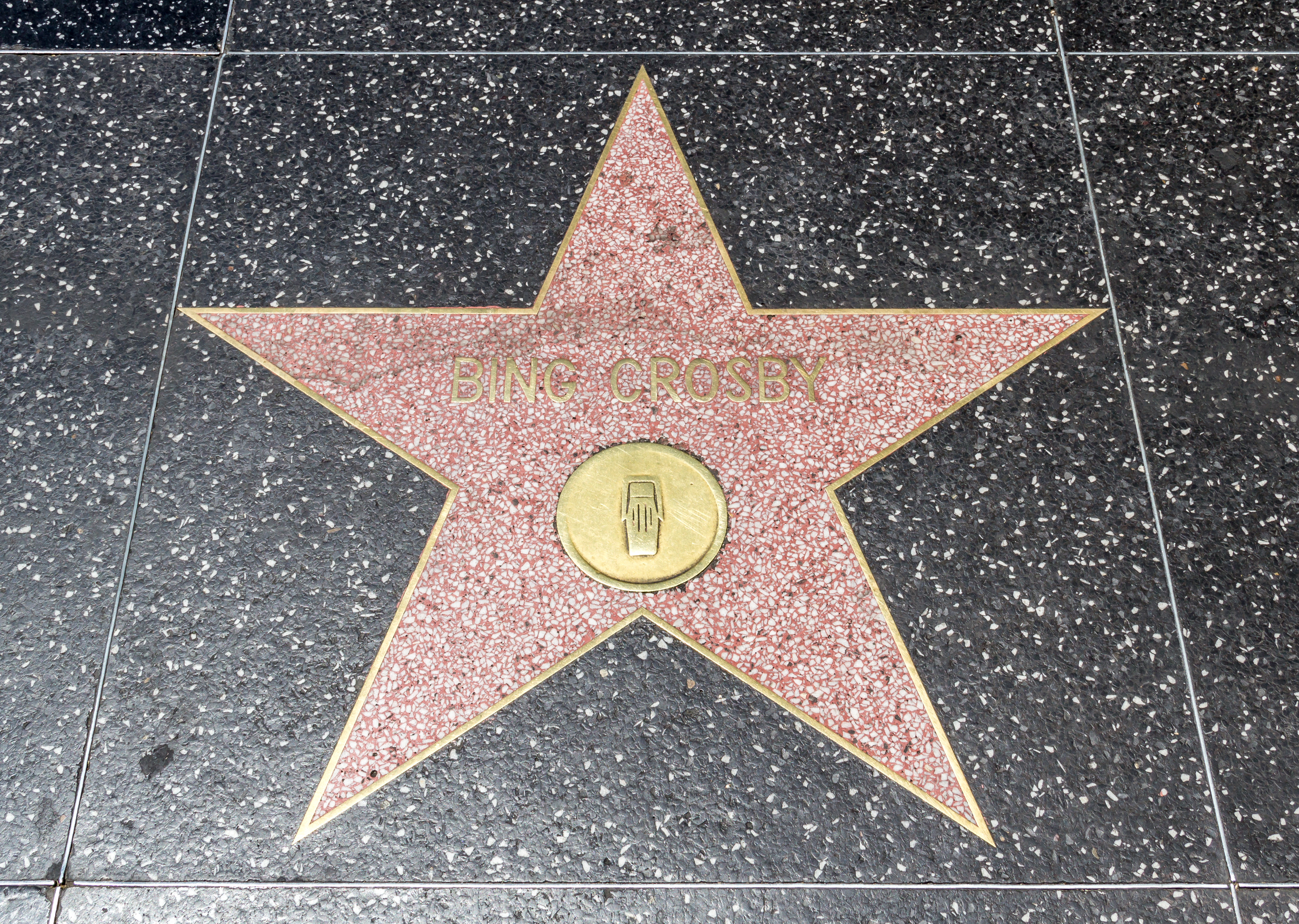
Einer von Crosbys drei Sternen auf dem Hollywood Walk of Fame

Bing Crosby wurde auf dem Hollywood Walk of Fame mit drei Sternen ausgezeichnet: Einer für Aufnahmen, einer für Radio und einer für Filme.
Crosby ist fünfmal in der Grammy Hall of Fame vertreten, einer Sonderauszeichnung, die 1973 zu Ehren von Aufnahmen von „qualitativer und historischer Bedeutung“ ins Leben gerufen wurde.
Eine Umfrage aus dem Jahr 2000 ergab, dass Crosby mit 1.077.900.000 verkauften Kinokarten der drittbeliebteste Schauspieler aller Zeiten war. Der International Motion Picture Almanac listet ihn mit Clint Eastwood, Tom Hanks und Burt Reynolds auf dem zweiten Platz der Star-Liste aller Zeiten auf. Sein beliebtester Film, White Christmas, brachte 1954 30 Millionen US-Dollar ein (heute umgerechnet 286 Millionen US-Dollar).
Laut dem Buch Million Selling Records erhielt er 23 Gold- und Platin-Schallplatten. Die Recording Industry Association of America hat ihr Zertifizierungsprogramm für Goldplatten erst 1958 eingeführt. Vor 1958 wurden Goldplatten von Plattenfirmen vergeben. Universal Music, Inhaber von Crosbys Decca-Katalog, hat noch nie eine RIAA-Zertifizierung für eine ihrer Hit-Singles beantragt.
Crosby erzielte 23 Billboard-Hits aus 47 aufgenommenen Songs mit den Andrews Sisters, wobei deren Rekordverkäufe in den 1940er Jahren nur von Crosby selbst übertroffen wurden. Die Zusammenarbeit brachte vier Millionenseller hervor: Pistol Packin’ Mama, Jingle Bells, Don’t Fence Me In und South America, Take it Away.
1962 erhielt Crosby den Grammy Lifetime Achievement Award. Er wurde sowohl für Radio als auch für Popmusik in die Ruhmeshalle aufgenommen. 2007 wurde er in die Hit Parade Hall of Fame und 2008 in die Music Hall of Fame aufgenommen.

## Tod

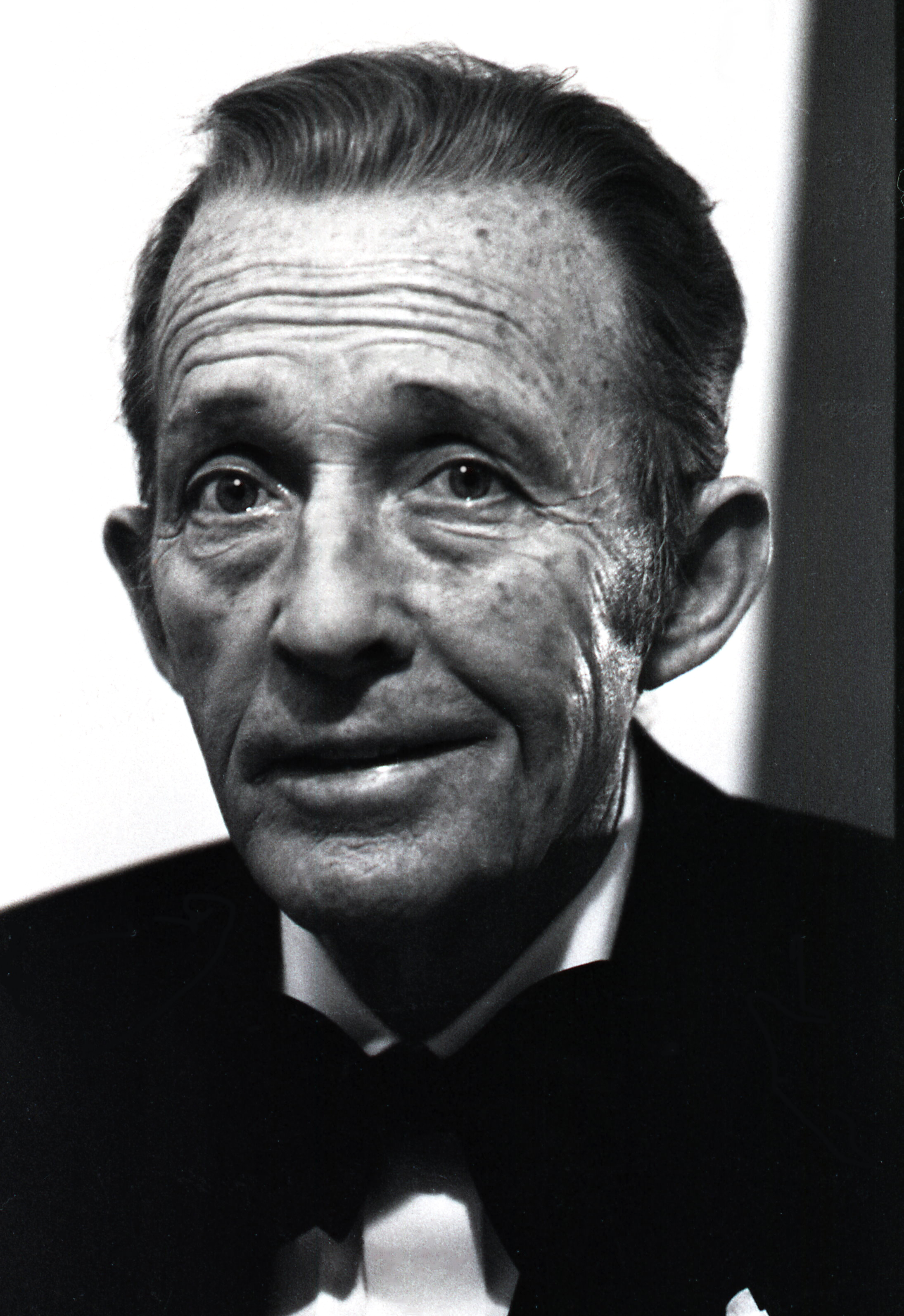
Bing Crosby (1977)

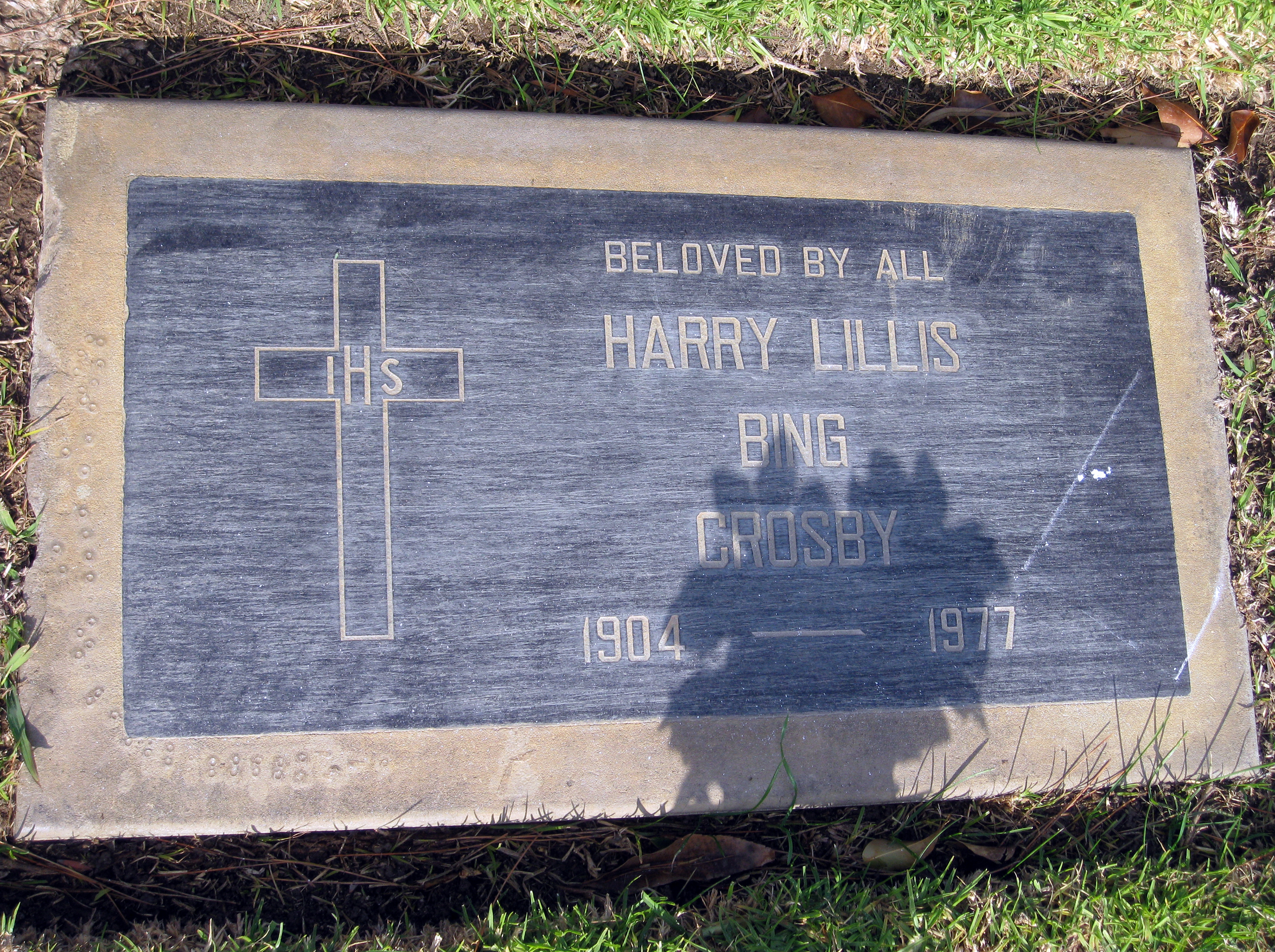
Crosbys Grab

Bing Crosby – ein begeisterter Golfspieler – starb 1977 nach einer Runde Golf in Spanien, nach der er zusammengebrochen war, an Herzversagen. Er wurde auf dem Holy Cross Cemetery in Culver City, Kalifornien beigesetzt. Noch wenige Wochen vor seinem Tod hatte er eine Weihnachtssendung aufgezeichnet, in der er in einem vielbeachteten Duett mit David Bowie das Lied Little Drummer Boy sang.
In Anerkennung seiner Verdienste um den Golfsport wurde Crosby 1978 posthum in die World Golf Hall of Fame aufgenommen.

## Werk

### Filmografie (Auswahl)
- 1930: Der Jazzkönig
- 1932: The Big Broadcast – Regie: Frank Tuttle
- 1933: Going Hollywood – Regie: Raoul Walsh
- 1934: She Loves Me Not
- 1934: Schiffbruch unter Palmen (We’re Not Dressing)
- 1935: The Big Broadcast of 1936
- 1935: Mississippi – Regie: A. Edward Sutherland
- 1936: Anything Goes – Regie: Lewis Milestone
- 1936: Rhythm on the Range – Regie: Norman Taurog
- 1936: Pennies from Heaven
- 1937: Waikiki Wedding
- 1940: Rhythm on the River
- 1941: Birth of the Blues
- 1942: Musik, Musik
- 1942: Star Spangled Rhythm
- 1944: Das Korsarenschiff (The Princess and the Pirate)
- 1944: Der Weg zum Glück (Going My Way)
- 1944: Here Come the Waves
- 1945: Die Glocken von St. Marien (The Bells of St. Mary’s)
- 1946: Blau ist der Himmel (Blue Skies)
- 1947: Mit Gesang geht alles besser (Welcome Stranger)
- 1947: Mädchen für Hollywood (Variety Girl) (Cameo)
- 1948: Ich küsse Ihre Hand, Madame (The Emperor Waltz)
- 1949: Ritter Hank, der Schrecken der Tafelrunde (A Connecticut Yankee in King Arthur’s Court)
- 1949: Diebstahl in Irland (Top o’ the Morning)
- 1950: Lach und wein mit mir (Riding High)
- 1951: Hochzeitsparade (Here Comes the Groom)
- 1952: Nur für Dich (Just for You)
- 1953: Starr vor Angst (Scared Stiff) (Cameo)
- 1954: Weiße Weihnachten (White Christmas)
- 1954: Ein Mädchen vom Lande (The Country Girl)
- 1956: Die oberen Zehntausend (High Society)
- 1956: Anything Goes – Regie: Robert Lewis
- 1960: Der Spätzünder (High Time) – Regie: Blake Edwards
- 1960: Machen wir’s in Liebe (Let’s Make Love)
- 1964: Sieben gegen Chicago (Robin and the 7 Hoods)
- 1966: San Fernando (Stagecoach) – Regie: Gordon Douglas
- 1974: Das gibt’s nie wieder (That’s Entertainment!)

Comedy-„Road“-Filme mit Bob Hope und Dorothy Lamour:
- 1940: Der Weg nach Singapur (Road to Singapore)
- 1941: Der Weg nach Sansibar (Road to Zanzibar)
- 1942: Der Weg nach Marokko (Road to Morocco)
- 1946: Der Weg nach Utopia (Road to Utopia)
- 1947: Der Weg nach Rio (Road to Rio)
- 1952: Der Weg nach Bali (Road to Bali)
- 1962: Der Weg nach Hongkong (Road to Hong Kong)

Crosby moderierte von den 1930er bis in die 1950er Jahre regelmäßig Radiosendungen, sowie von 1964 bis 1965 eine Show im Kabelfernsehen. Ferner drehte er zahlreiche Kurzfilme und trat in diversen Fernsehshows auf.

### Diskografie

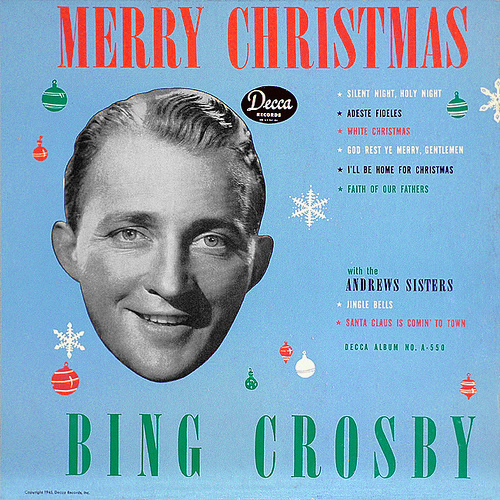
Merry Christmas aus dem Jahr 1945 (erneute Ausgabe 1947)

#### Alben
Crosbys Werk der 1920er und 1930er Jahre als Jazzsänger ist dokumentiert in den Columbia-Kompilationen The Crooner – The Columbia Years 1928–’34 und The Bing Crosby Story: The Early Jazz Years. Das Album Paul Whiteman and His Orchestra (9678-2-R) enthält acht Gesangsnummern von Crosby. Das englische Label Living Era hat drei CDs mit Material aus der Whiteman-Zeit bis zur Decca-Periode zusammengestellt, Bix ’n’ Bing, Here Lies Love und On the Sentimental Side; aus der gleichen Phase stammen die Kompilationen des Label ProArte, Pennies from Heaven und Pocketful of Dreams.
Herausragendes Album von Crosby ist das 1945 erschienene Weihnachtsalbum Merry Christmas, das unter anderem seinen eigenen Klassiker White Christmas sowie Aufnahmen von Silent Night (die englische Version von Stille Nacht, heilige Nacht), I’ll Be Home for Christmas (If Only in My Dreams), Jingle Bells und Santa Claus Is Coming to Town (die beiden letzten zusammen mit den Andrews Sisters) enthält. Ab 1947 wurde das Album mit 8 statt 10 Liedern und dafür mit Neuaufnahmen von Silent Night und White Christmas veröffentlicht. Bis 1954 erschien das Album klassisch als Sammlung von 4 bzw. 5 doppelseitigen Singles in einer Hülle und 1955 erstmals auf einer einzigen Langspielplatte. Von 1945 bis 1962 kam das Album jedes Jahr an Weihnachten in die Charts (außer 1955, wo keine vollständigen Chartdaten vorliegen), in den ersten 5 Jahren und noch einmal 1957 erreichte das Album Platz 1 und nahm die Topposition insgesamt 39 Wochen ein. 1963 wurden Weihnachtsalben nur noch in speziellen „Christmas Albums Charts“ geführt und auch dort war er damit durchgängig bis 1973 in den Top 10. Bis 1998 war das Album noch unregelmäßig in verschiedenen Nachfolgecharts platziert, bereits 1992 erschien aber die neu zusammengestellte Weihnachtskompilation White Christmas, die das Album von 1945 ablöste. Geschätzt wurden von Merry Christmas 15 Millionen Exemplare verkauft, ab 1958 gab es offizielle Zertifizierungen der Verkäufe und danach wurde Crosby für das Album zum ersten Mal und zum einzigen Mal zu Lebzeiten mit einer Goldenen Schallplatte ausgezeichnet.
Albumcharts werden in den USA seit 1945 geführt (in Großbritannien seit 1956). Folgende Alben von Bing Crosby haben sich dort platziert:
| Jahr | Titel Interpretation                                                     | Höchstplatzierung, Gesamtwochen, AuszeichnungChartplatzierungen (Jahr, Titel, Interpretation, Platzierungen, Wochen, Auszeichnungen, Anmerkungen) | Höchstplatzierung, Gesamtwochen, AuszeichnungChartplatzierungen (Jahr, Titel, Interpretation, Platzierungen, Wochen, Auszeichnungen, Anmerkungen) | Höchstplatzierung, Gesamtwochen, AuszeichnungChartplatzierungen (Jahr, Titel, Interpretation, Platzierungen, Wochen, Auszeichnungen, Anmerkungen) | Höchstplatzierung, Gesamtwochen, AuszeichnungChartplatzierungen (Jahr, Titel, Interpretation, Platzierungen, Wochen, Auszeichnungen, Anmerkungen) | Höchstplatzierung, Gesamtwochen, AuszeichnungChartplatzierungen (Jahr, Titel, Interpretation, Platzierungen, Wochen, Auszeichnungen, Anmerkungen) | Anmerkungen |
| Jahr | Titel Interpretation                                                     | DE | AT | CH | UK | US | Anmerkungen |
| ---- | ------------------------------------------------------------------------ | --- | --- | --- | --- | --- | --- |
| 1945 | Going My Way                                                             | — | — | — | — | US1 (13 Wo.)US | Soundtrack zum Film Der Weg zum Glück (1944) |
| 1945 | Merry Christmas auch bekannt als: White Christmas                        | DE55 (1 Wo.)DE | — | CH63 (2 Wo.)CH | — | US1 Gold · (89 Wo.)US | Weihnachtsalbum; von 1945 bis 1962 jedes Jahr an Weihnachten in den Charts, 1945 bis 1950 sowie 1957 in jedem Jahr an Weihnachten auf Platz 1 Millionenseller    |
| 1946 | The Bells of St. Mary’s                                                  | — | — | — | — | US1 (9 Wo.)US | Soundtrack zum Film Die Glocken von St. Marien (1945) |
| 1946 | Don’t Fence Me In (Songs of the Wide Open Spaces)                        | — | — | — | — | US2 (15 Wo.)US | |
| 1946 | Blue Skies Bing Crosby & Fred Astaire                                    | — | — | — | — | US2 (10 Wo.)US | Soundtrack zum Film Blau ist der Himmel (1946) |
| 1947 | St. Patrick’s Day                                                        | — | — | — | — | US1 (13 Wo.)US | 1947, 1948, 1949 und 1951 war das Album jeweils zum irischen Saint Patrick’s Day platziert, im zweiten Anlauf 1948 erreichte es Platz 1                          |
| 1948 | St. Valentine’s Day                                                      | — | — | — | — | US3 (3 Wo.)US | 1948 eine Woche (Platz 3) und 1949 zwei Wochen in den Charts |
| 1948 | The Emperor Waltz                                                        | — | — | — | — | US2 (14 Wo.)US | |
| 1948 | Stardust                                                                 | — | — | — | — | US10 (1 Wo.)US | Erstveröffentlichung: 1942 |
| 1949 | A Connecticut Yankee in King Arthur’s Court                              | — | — | — | — | US5 (8 Wo.)US | Soundtrack zum Film Ritter Hank, der Schrecken der Tafelrunde |
| 1949 | South Pacific Bing Crosby, Danny Kaye, Evelyn Knight & Ella Fitzgerald   | — | — | — | — | US4 (9 Wo.)US | Aufnahmen von Songs aus dem Musical South Pacific (1949) mit jeweils 2 Songs der 4 Interpreten; Crosby trug Bali Ha'i und Some Enchanted Evening bei             |
| 1949 | Christmas Greetings                                                      | — | — | — | — | US4 (8 Wo.)US | drei Jahre in Folge an Weihnachten in den Charts |
| 1951 | Mr. Music Bing Crosby with the Andrews Sisters & Dorothy Kirsten         | — | — | — | — | US10 (2 Wo.)US | Soundtrack zum Film Mr. Music (1950) |
| 1954 | Bing (A Musical Autobiography)                                           | — | — | — | — | US9 (14 Wo.)US | Kompilation der Singleveröffentlichungen von 1927 bis 1954 (89 Songs auf 5 LPs/17 EPs), die Songs bis 1940 wurden neu aufgenommen                                |
| 1954 | White Christmas Bing Crosby, Danny Kaye & Peggy Lee                      | — | — | CH63 (2 Wo.)CH | — | US2 (8 Wo.)US | Soundtrack-Neuaufnahme zum Film Weiße Weihnachten (1954); aus vertraglichen Gründen sang Peggy Lee die Lieder neu ein, die im Film von Rosemary Clooney stammten |
| 1956 | High Society Bing Crosby, Grace Kelly & Frank Sinatra                    | — | — | — | — | US5 (28 Wo.)US | Soundtrack zum Film Die oberen Zehntausend (1956) |
| 1956 | A Christmas Sing with Bing Around the World                              | — | — | — | — | US21 (1 Wo.)US | Weihnachtsalbum |
| 1958 | Shillelaghs and Shamrocks                                                | — | — | — | — | US13 (2 Wo.)US | Erstveröffentlichung: 1956 |
| 1960 | Join Bing and Sing Along                                                 | — | — | — | UK7 (11 Wo.)UK | — | 12 Medleys aus jeweils 2 oder 3 Songs |
| 1962 | I Wish You a Merry Christmas                                             | — | — | — | — | US50 (2 Wo.)US | Weihnachtsalbum |
| 1964 | America, I Hear You Singing Bing Crosby, Frank Sinatra & Fred Waring     | — | — | — | — | US116 (7 Wo.)US | |
| 1969 | Hey Jude / Hey Bing!                                                     | — | — | — | — | US162 (8 Wo.)US | |
| 1974 | White Christmas [UK]                                                     | — | — | — | UK45 Silber · (3 Wo.)UK | — | Weihnachtskompilation |
| 1975 | That’s What Life Is All About                                            | — | — | — | UK28 Silber · (6 Wo.)UK | — | |
| 1977 | Live at the London Palladium                                             | — | — | — | UK9 (2 Wo.)UK | — | live aufgenommen im Juni 1976, Konzert zum 50-jährigen Jubiläum, Bühnengäste unter anderem Rosemary Clooney, Joe Bushkin und Crosbys Kinder                      |
| 1977 | The Best of Bing                                                         | — | — | — | UK41 Silber · (7 Wo.)UK | — | Best-of-Album |
| 1977 | Bing Crosby’s Greatest Hits                                              | — | — | — | — | US98 (9 Wo.)US | Best-of-Album |
| 1977 | Seasons                                                                  | — | — | — | UK25 Silber · (6 Wo.)UK | — | letztes Studioalbum, posthum veröffentlicht |
| 1979 | Songs of a Lifetime                                                      | — | — | — | UK29 (3 Wo.)UK | — | |
| 1991 | Christmas with Bing Crosby                                               | — | — | — | UK66 (3 Wo.)UK | — | Weihnachtskompilation |
| 1992 | White Christmas [US]                                                     | — | — | — | — | US27 ×4Vierfachplatin · (60 Wo.)US | Erstveröffentlichung: 1992; Höchstplatzierung von 2022 |
| 1996 | The Best Of                                                              | — | — | — | UK59 (4 Wo.)UK | — | Best-of-Album |
| 1998 | The Voice of Christmas                                                   | — | — | — | UK67 Silber · (2 Wo.)UK | — | Weihnachtskompilation Charteinstieg: 2020 |
| 1999 | The Best of Bing Crosby – 20th Century Masters: The Christmas Collection | — | — | — | — | US14 (47 Wo.)US | mit Wiedereintritten, Höchstplatzierung von 2020 |
| 2010 | I Wish You a Merry Christmas                                             | — | — | — | — | US195 (1 Wo.)US | Weihnachtsalbum |
| 2019 | Christmas Classics                                                       | DE38 (2 Wo.)DE | AT53 (1 Wo.)AT | CH27 (4 Wo.)CH | UK18 Silber · (14 Wo.)UK | US12 (57 Wo.)US | mit Wiedereintritten, Höchstplatzierungen von 2021 bis 2023, in DE und AT erst 2023 platziert                                                                    |
| 2019 | Bing at Christmas                                                        | — | — | — | UK9 Silber · (5 Wo.)UK | — | mit dem London Symphony Orchestra |
| 2024 | Ultimate Christmas                                                       | — | — | — | UK92 (1 Wo.)UK | US3 (9 Wo.)US | Weihnachtsalbum |

grau schraffiert: keine Chartdaten aus diesem Jahr verfügbar
Weitere Alben
- 1939: Music of Hawaii
- 1939: Victor Herbert Melodies, Vol. 1
- 1939: Patriotic Songs for Children
- 1939: Cowboy Songs
- 1939: Victor Herbert Melodies, Vol. 2
- 1939: George Gershwin Songs, Vol. 1
- 1940: Ballad for Americans
- 1940: Favorite Hawaiian Songs
- 1940: Christmas Music
- 1941: Hawaii Calls
- 1941: Small Fry
- 1941: Crosbyana
- 1942: Under Western Skies
- 1942: Song Hits from Holiday Inn
- 1946: Favorite Hawaiian Songs Volume 2
- 1946: The Happy Prince (mit Orson Welles)
- 1946: Road to Utopia (Soundtrack)
- 1946: Stephen Foster (Lieder des Komponisten Stephen Foster, 1826–1864)
- 1946: What We So Proudly Hail
- 1946: Favorite Hawaiian Songs Volume 1
- 1946: Favorite Hawaiian Songs Volume 2
- 1946: Jerome Kern
- 1947: Victor Herbert
- 1947: Cowboy Songs Volume 1
- 1947: Welome Stranger (Soundtrack)
- 1947: Our Common Heritage
- 1947: El Bingo – Latin American Favorits
- 1947: The Small One
- 1947: The Man Without a Country
- 1947: Drifting and Dreaming
- 1948: Blue of the Night
- 1948: Showboat
- 1948: Bing Crosby Sings with Al Jolson, Bob Hope, Dick Haymes and the Andrews Sisters
- 1948: Road to Rio
- 1948: Bing Crosby Sings with Judy Garland, Mary Martin and Johnny Mercer
- 1948: Bing Crosby Sings with Lionel Hampton, Eddie Heywood and Louis Jordan
- 1948: Bing Crosby Sings the Song Hits from Broadway Shows
- 1948: Cowboy Songs Volume 2
- 1948: Auld Lang Syne
- 1948: Bing Crosby Sings Cole Porter Songs
- 1949: Bing Crosby Sings Songs by George Gershwin
- 1949: Ichabod – The Legend of Sleepy Hollow
- 1950: Top o’ the Morning / Emperor Waltz
- 1950: Go West, Young Man
- 1950: Collectors’ Classics – Vol. 1–8
- 1951: Way Back Home
- 1951: Bing Crosby Sings the Song Hits from Call Me Madam, Guys & Dolls, Lost in the Stars, Texas Li’l Darlin’
- 1951: Bing and the Dixieland Bands
- 1951: Beloved Hymns
- 1952: When Irish Eyes Are Smiling
- 1952: The Quiet Man
- 1952: Just for You
- 1952: Road to Bali
- 1953: Le Bing: Song Hits of Paris
- 1953: Some Fine Old Chestnuts
- 1954: Bing Sings the Hits
- 1955: The Country Girl / Little Boy Lost
- 1956: High Tor
- 1956: A Christmas Sing with Bing Around the World
- 1956: Anything Goes
- 1956: Songs I Wish I Had Sung the First Time Around
- 1956: Bing Sings Whilst Bregman Swings
- 1957: Bing with a Beat
- 1957: A Christmas Story – An Axe, an Apple and a Buckskin Jacket
- 1957: Ali Baby and the Forty Thieves
- 1957: Never Be Afraid
- 1957: Jack B. Nimble – A Mother Goose Fantasy
- 1957: New Tricks
- 1957: The Bible Story of Christmas
- 1958: Fancy Meeting You Here (mit Rosemary Clooney)
- 1959: How the West Was Won
- 1959: Say One for Me
- 1960: El Señor Bing
- 1960: Bing & Satchmo (mit Louis „Satchmo“ Armstrong)
- 1960: 101 Gang Songs
- 1961: Holiday in Europe
- 1962: Bing’s Hollywood Vols. 1–15
- 1962: The Road to Hong Kong
- 1962: On the Happy Side
- 1962: On the Sentimental Side
- 1962: I Wish You a Merry Christmas
- 1963: Guys and Dolls
- 1963: Finian’s Rainbow
- 1963: South Pacific
- 1963: Return to Paradise Islands
- 1963: Bing Crosby Sings the Great Country Hits
- 1964: Robin and the 7 Hoods (mit Frank Sinatra, Dean Martin und Sammy Davis, Jr.)
- 1964: 12 Songs of Christmas (mit Frank Sinatra und Fred Waring)
- 1964: That Travelin’ Two-Beat (mit Rosemary Clooney)
- 1965: Bing Crosby’s Treasury: The Songs I Love
- 1966: A Little Bit of Irish
- 1968: Thoroughly Modern Bing
- 1970: Goldilocks
- 1971: A Time to Be Jolly
- 1972: Bing ’n’ Basie (mit Count Basie)
- 1975: A Southern Memoir
- 1975: Bingo Viejo
- 1975: A Couple of Song and Dance Men (mit Fred Astaire)
- 1975: Tom Sawyer
- 1975: The Very Best of Bing (Best-of-Album, UK: Gold)
- 1976: At My Time of Life
- 1976: Feels Good, Feels Right
- 1976: Beautiful Memories
- 1977: Where the Blue of the Night Meets the Gold of the Sky

Posthum veröffentlichte Kompilationen
- 1978: Bing Sings (US: ×2Doppelplatin )
- 1987: Anniversary Collection (UK: Silber)
- 2002: Winter Wonderland (UK: Silber)

#### Singles
Die Singlediskografie von Bing Crosby beginnt mit seiner ersten Veröffentlichung 1927. In den 1920er und 1930er Jahren gab es in den USA noch keine offiziellen Chartlisten. Die folgende Auswahl richtet sich nach inoffiziellen Popularitätslisten, die der US-Chartpublizist Joel Whitburn nachträglich aus Zeitquellen zusammengestellt hat.
- 1927: Muddy Water
- 1927: Side by Side (als Teil der Rhythm Boys)
- 1927: My Blue Heaven
- 1928: Changes
- 1928: Ol’ Man River
- 1928: Make Believe
- 1928: You Took Advantage of Me
- 1929: Makin’ Whoopee
- 1929: Let’s Do It (mit den Dorsey Brothers)
- 1929: Great Day
- 1929: Without a Song
- 1930: After You’ve Gone
- 1930: You Brought a New Kind of Love to Me
- 1930: It Must Be True
- 1930: Three Little Words (mit Duke Ellington, aus dem Film Check and Double Check)
- 1930: Them There Eyes (als Teil der Rhythm Boys)
- 1931: The Little Things in Life
- 1931: I Surrender Dear
- 1931: One More Time
- 1931: Just a Gigolo
- 1931: Out of Nowhere (aus dem Film Dude Ranch)
- 1931: Wrap Your Troubles in Dreams
- 1931: Just One More Chance
- 1931: I Found a Million Dollar Baby
- 1931: I’m Thru with Love
- 1931: At Your Command
- 1931: Many Happy Returns of the Day
- 1931: Stardust
- 1931: Dancing in the Dark
- 1931: I Apologize
- 1931: Goodnight, Sweetheart
- 1932: Dinah (mit den Mills Brothers)
- 1932: Sweet Georgia Brown
- 1932: Some of These Days
- 1932: Please
- 1932: Brother, Can You Spare a Dime?
- 1933: Just an Echo in the Valley
- 1933: You’re Getting to Be a Habit with Me
- 1933: Young and Healthy
- 1933: Shadow Waltz
- 1933: Learn to Croon
- 1933: Thanks
- 1933: The Day You Came Along
- 1933: The Last Round-Up
- 1933: Temptation
- 1934: Little Dutch Mill
- 1934: Good Night, Lovely Little Lady
- 1934: Love Thy Neighbor
- 1934: Love in Bloom (aus dem Film She Loves Me Not)
- 1934: The Very Thought of You
- 1934: June in January
- 1935: Soon
- 1935: It’s Easy to Remember
- 1935: I Wished on the Moon
- 1935: Red Sails in the Sunset
- 1936: Robins and Roses
- 1936: It Ain’t Necessarily So
- 1936: I’m an Old Cowhand
- 1936: Pennies from Heaven (aus dem gleichnamigen Film)
- 1937: Sweet Leilani (aus dem Film Waikiki Wedding)
- 1937: Blue Hawaii
- 1937: Too Marvelous for Words
- 1937: Never in a Million Years
- 1937: The Moon Got in My Eyes
- 1937: It’s the Natural Thing to Do
- 1937: Remember Me?
- 1937: Bob White (Whatcha Gonna Swing Tonight?) (mit Connee Boswell)
- 1937: Basin Street Blues
- 1937: Sail Along, Silv’ry Moon
- 1938: When Mother Nature Sings Her Lullaby
- 1938: I’ve Got a Pocketful of Dreams
- 1938: Small Fry (mit Johnny Mercer)
- 1938: Alexander’s Ragtime Band (mit Connee Boswell)
- 1938: Mexicali Rose
- 1938: My Reverie
- 1938: You Must Have Been a Beautiful Baby
- 1939: You’re a Sweet Little Headache
- 1939: My Melancholy Baby
- 1939: Deep Purple
- 1939: God Bless America
- 1939: Little Sir Echo
- 1939: An Apple for the Teacher (mit Connee Boswell)
- 1939: What’s New?
- 1939: Ciribiribin (They’re so in Love) (mit den Andrews Sisters)

Ende der 1930er veröffentlichte das Branchenmagazin Billboard erstmals im „Record Buying Guide“ eine Rangliste und ab Juli 1940 eine Verkaufshitparade. Sie gelten als erste offizielle US-Charts. In Großbritannien gab es ab 1952 und in Deutschland ab 1953 offiziell anerkannte Charts. Die folgende Auflistung richtet sich nach dem Charteintritt und den Platzierungen in den jeweiligen Chartlisten. Aufgeführt sind zuerst alle Veröffentlichungen bis 1977 ohne die Weihnachtssingles. Im Anschluss folgt eine Auflistung von Weihnachtsliedern, die teilweise weit über den Tod von Crosby hinaus an Weihnachten immer wieder in die Charts zurückkehrten.
| Jahr | Titel Album                                                                      | Höchstplatzierung, Gesamtwochen/‑monate, AuszeichnungChartplatzierungen (Jahr, Titel, Album, Platzierungen, Wochen/Monate, Auszeichnungen, Anmerkungen) | Höchstplatzierung, Gesamtwochen/‑monate, AuszeichnungChartplatzierungen (Jahr, Titel, Album, Platzierungen, Wochen/Monate, Auszeichnungen, Anmerkungen) | Höchstplatzierung, Gesamtwochen/‑monate, AuszeichnungChartplatzierungen (Jahr, Titel, Album, Platzierungen, Wochen/Monate, Auszeichnungen, Anmerkungen) | Anmerkungen |
| Jahr | Titel Album                                                                      | DE | UK | US | Anmerkungen |
| ---- | -------------------------------------------------------------------------------- | --- | --- | --- | --- |
| 1939 | Yodelin’ Jive –                                                                  | — | — | US4 (11 Wo.)US | mit den Andrews Sisters Autoren: Hughie Prince, Don Raye |
| 1940 | The Singing Hills –                                                              | — | — | US2 (14 Wo.)US | Autoren: Mack David, Sammy Mysels, Dick Sanford |
| 1940 | April Played the Fiddle –                                                        | — | — | US10 (2 Wo.)US | aus dem Film If I Had My Way (1940) Autoren: James V. Monaco, Johnny Burke |
| 1940 | Sierra Sue –                                                                     | — | — | US1 (12 Wo.)US | Autor: Joseph Buell Carey |
| 1940 | That’s for Me –                                                                  | — | — | US14 (3 Wo.)US | Autoren: James V. Monaco, Johnny Burke |
| 1940 | Trade Winds –                                                                    | — | — | US2 (15 Wo.)US | Autoren: Cliff Friend, Charles Tobias |
| 1940 | Only Forever –                                                                   | — | — | US1 (16 Wo.)US | aus dem Film Rhythm on the River (1940) mit Crosby und Mary Martin Autoren: James V. Monaco, Johnny Burke |
| 1941 | Along the Santa Fe Trail –                                                       | — | — | US18 (1 Wo.)US | Titelsong des Films Santa Fe Trail (1940) Autoren: Will Grosz, Al Dubin, Edwina Coolidge |
| 1941 | New San Antonio Rose –                                                           | — | — | US7 (3 Wo.)US | Original/Autor: Bob Wills (1938) Millionenseller |
| 1941 | Dolores –                                                                        | — | — | US2 (9 Wo.)US | Gastmusiker: Eddie Miller (Saxophonsolo) aus dem Film Las Vegas Nights; Autoren: Louis Alter, Frank Loesser |
| 1941 | ’Til Reveille –                                                                  | — | — | US6 (5 Wo.)US | Autoren: Stanley Cowan, Bobby Worth |
| 1941 | You Are My Sunshine –                                                            | — | — | US20 (1 Wo.)US | Original: Pine Ridge Boys (1939) Autoren: Jimmie Davis, Charles Mitchell |
| 1941 | You and I –                                                                      | — | — | US6 (4 Wo.)US | Autorin: Meredith Wilson |
| 1941 | Be Honest with Me –                                                              | — | — | US20 (1 Wo.)US | Original/Autor: Gene Autry |
| 1941 | The Whistler’s Mother-in-Law –                                                   | — | — | US18 (1 Wo.)US | mit Muriel Lane Autoren: Bert Stevens, Larry Wagner |
| 1941 | Clementine –                                                                     | — | — | US20 (1 Wo.)US | Autor: Percy Montrose |
| 1941 | Shepherd Serenade –                                                              | — | — | US5 (6 Wo.)US | Autoren: Fred Spielman, Kermit Goell |
| 1942 | Deep in the Heart of Texas –                                                     | — | — | US3 (6 Wo.)US | Autoren: Don Swander, June Hershey |
| 1942 | I Don’t Want to Walk Without You –                                               | — | — | US9 (1 Wo.)US | aus dem Film Sweater Girl (1942) Autoren: Jule Styne, Frank Loesser |
| 1942 | Miss You –                                                                       | — | — | US9 (1 Wo.)US | aus dem Film Strictly in the Groove (1942) Autoren: Charles Tobias, Henry Tobias, Harry Tobias |
| 1942 | Skylark –                                                                        | — | — | US19 (1 Wo.)US | Autoren: Hoagy Carmichael, Johnny Mercer im selben Jahr ein Top-10-Hit für Glenn Miller |
| 1942 | Be Careful It’s My Heart –                                                       | — | — | US14 (6 Wo.)US | aus dem Film Holiday Inn mit Crosby und Fred Astaire Autor: Irving Berlin |
| 1943 | Moonlight Becomes You –                                                          | — | — | US3 (11 Wo.)US | aus dem Film Road to Morocco (1942) mit Crosby und Bob Hope Autoren: Jimmy Van Heusen, Johnny Burke |
| 1943 | Constantly –                                                                     | — | — | US17 (1 Wo.)US | aus dem Film Road to Morocco; Autoren: Jimmy Van Heusen, Johnny Burke B-Seite von Moonlight Becomes You |
| 1943 | Sunday, Monday or Always –                                                       | — | — | US1 (18 Wo.)US | aus dem Film Dixie mit Crosby und Dorothy Lamour; Autoren: Jimmy Van Heusen, Johnny Burke Millionenseller |
| 1943 | If You Please –                                                                  | — | — | US17 (3 Wo.)US | aus dem Film Dixie; Autoren: Jimmy Van Heusen, Johnny Burke B-Seite von Sunday, Monday or Always |
| 1943 | People Will Say We’re in Love –                                                  | — | — | US2 (14 Wo.)US | mit Trudy Erwin aus dem Broadway-Musical Oklahoma! (1943); Autoren: Richard Rodgers, Oscar Hammerstein II |
| 1943 | Oh! What a Beautiful Mornin’ –                                                   | — | — | US5 (9 Wo.)US | mit Trudy Erwin aus dem Broadway-Musical Oklahoma!; Autoren: Richard Rodgers, Oscar Hammerstein II B-Seite von People Will Say We’re in Love                                                                                  |
| 1943 | Pistol Packin’ Mama –                                                            | — | — | US2 (9 Wo.)US | mit den Andrews Sisters; Autor: Al Dexter Millionenseller Al Dexter kam im selben Jahr mit seinem Original auf Platz 1 |
| 1944 | Vict’ry Polka –                                                                  | — | — | US6 (5 Wo.)US | mit den Andrews Sisters; Autoren: Jule Styne, Sammy Cahn B-Seite von Pistol Packin’ Mama |
| 1944 | San Fernando Valley –                                                            | — | — | US1 (22 Wo.)US | Autor: Gordon Jenkins |
| 1944 | Poinciana (Song of the Tree) –                                                   | — | — | US3 (15 Wo.)US | Autoren: Nat Simon, Buddy Bernier B-Seite von San Fernando Valley |
| 1944 | I Love You –                                                                     | — | — | US1 (18 Wo.)US | aus dem Broadway-Musical Mexican Hayride Autor: Cole Porter |
| 1944 | I’ll Be Seeing You –                                                             | — | — | US1 (25 Wo.)US | Autoren: Sammy Fain, Irving Kahal |
| 1944 | Swinging on a Star –                                                             | — | — | US1 (27 Wo.)US | aus dem Film Going My Way; Autoren: Jimmy Van Heusen, Johnny Burke Millionenseller; Oscar (Bester Song) 1963 ein Hit für Little Eva und Big Dee Irwin                                                                         |
| 1944 | Going My Way –                                                                   | — | — | US12 (1 Wo.)US | Titellied des Films Going My Way; Autoren: Jimmy Van Heusen, Johnny Burke mit Swinging on a Star auf einer Single |
| 1944 | Amor –                                                                           | — | — | US2 (16 Wo.)US | aus dem Film Broadway Rhythm (1944) Autoren: Gabriel Ruiz, Ricardo López Méndez, Sunny Skylar |
| 1944 | Long Ago (And Far Away) –                                                        | — | — | US5 (5 Wo.)US | aus dem Film Cover Girl (1944); Autoren: Jerome Kern, Ira Gershwin mit Amor auf einer Single |
| 1944 | (There’ll Be A) Hot Time in the Town of Berlin (When the Yanks Go Marching In) – | — | — | US1 (14 Wo.)US | mit den Andrews Sisters Autoren: Sgt. Joe Bushkin, Pvt. John De Vries |
| 1944 | Is You Is or Is You Ain’t (Ma Baby) –                                            | — | — | US2 (13 Wo.)US | mit den Andrews Sisters; Autoren: Louis Jordan, Billy Austin aus dem Film Follow the Boys (1944) mit Hot Time in the Town of Berlin auf einer Single das Original von Louis Jordan erreichte ebenfalls Platz 2                |
| 1944 | The Day After Forever –                                                          | — | — | US12 (1 Wo.)US | aus dem Film Going My Way Autoren: Jimmy Van Heusen, Johnny Burke |
| 1944 | It Could Happen to You –                                                         | — | — | US13 (1 Wo.)US | Autoren: Jimmy Van Heusen, Johnny Burke mit The Day After Forever auf einer Single |
| 1944 | Too-Ra-Loo-Ra-Loo-Rai (That’s an Irish Lullaby) –                                | — | — | US4 (12 Wo.)US | aus dem Film Going My Way Millionenseller 1914 ein Hit für Chauncey Olcott; Autor: James Royce Shannon |
| 1944 | Don’t Fence Me In –                                                              | — | — | US1 (21 Wo.)US | aus dem Film Hollywood Canteen (1944) mit Bette Davis Autoren: Cole Porter, Robert Fletcher Millionenseller |
| 1945 | The Three Caballeros –                                                           | — | — | US8 (5 Wo.)US | mit den Andrews Sisters; Autoren: Manuel Esperón, Ernesto Cortazar, Ray Gilbert Titellied des Disney-Zeichentrickfilms The Three Caballeros (1944)                                                                            |
| 1945 | Sweet and Lovely –                                                               | — | — | US21 (1 Wo.)US | Erstveröffentlichung: 1931; Verwendung im Film Two Girls and a Sailor (1944) 1931 ein Tophit für Gus Arnheim; Autoren: Gus Arnheim, Charles N. Daniels, Harry Tobias                                                          |
| 1945 | Evelina –                                                                        | — | — | US9 (5 Wo.)US | aus dem Broadway-Musical Bloomer Girl (1944); Autoren: Harold Arlen, E. Y. Harburg |
| 1945 | Ac-Cent-Tchu-Ate the Positive –                                                  | — | — | US2 (12 Wo.)US | mit den Andrews Sisters; Autoren: Harold Arlen, Johnny Mercer aus dem Film Here Come the Waves mit Crosby und Betty Hutton |
| 1945 | Sleigh Ride in July –                                                            | — | — | US14 (3 Wo.)US | aus dem Film Belle of the Yukon (1944) Autoren: Jimmy Van Heusen, Johnny Burke |
| 1945 | Like Someone in Love –                                                           | — | — | US15 (1 Wo.)US | aus dem Film Belle of the Yukon; Autoren: Jimmy Van Heusen, Johnny Burke mit Sleigh Ride in July auf einer Single |
| 1945 | Just a Prayer Away –                                                             | — | — | US4 (10 Wo.)US | Gastmusikerin: Ethel Smith (Orgel) Autoren: David Kapp, Charles Tobias |
| 1945 | All of My Life –                                                                 | — | — | US12 (1 Wo.)US | Autor: Irving Berlin |
| 1945 | Yah-Ta-Ta Yah-Ta-Ta (Talk, Talk, Talk) –                                         | — | — | US5 (7 Wo.)US | mit Judy Garland Autoren: Jimmy Van Heusen, Johnny Burke |
| 1945 | You Belong to My Heart –                                                         | — | — | US3 (14 Wo.)US | mit Xavier Cugat und Orchester; Autoren: Ray Gilbert, Augustín Lara aus dem Film The Three Caballeros |
| 1945 | Baía –                                                                           | — | — | US6 (2 Wo.)US | mit Xavier Cugat und Orchester; Autoren: Ary Barroso, Ray Gilbert aus dem Film The Three Caballeros mit You Belong to My Heart auf einer Single                                                                               |
| 1945 | (Yip Yip De Hootie) My Baby Said Yes –                                           | — | — | US14 (1 Wo.)US | mit Louis Jordan and His Tympany Five Autoren: Sid Robin, Teddy Walters |
| 1945 | On the Atchison, Topeka and the Santa Fe –                                       | — | — | US3 (15 Wo.)US | aus dem Film The Harvey Girls (1946) mit Judy Garland Autoren: Harry Warren, Johnny Mercer |
| 1945 | If I Loved You –                                                                 | — | — | US8 (6 Wo.)US | aus dem Broadway-Musical Carousel (1945) Autoren: Richard Rodgers, Oscar Hammerstein II |
| 1945 | Along the Navajo Trail –                                                         | — | — | US2 (11 Wo.)US | mit den Andrews Sisters Autoren: Richard Charles Krieg, Larry Markes, Eddie DeLange |
| 1945 | It’s Been a Long Long Time –                                                     | — | — | US1 (16 Wo.)US | mit Les Paul and His Trio Autoren: Jule Styne, Sammy Cahn |
| 1945 | I Can’t Begin to Tell You –                                                      | — | — | US1 (20 Wo.)US | mit Carmen Cavallaro am Klavier; Autoren: James V. Monaco, Mack Gordon aus dem Film The Dolly Sisters (1945) Millionenseller                                                                                                  |
| 1945 | Aren’t You Glad You’re You? –                                                    | — | — | US8 (9 Wo.)US | aus dem Film The Bells of St. Mary’s (1945) mit Crosby und Ingrid Bergman Autoren: Jimmy Van Heusen, Johnny Burke |
| 1946 | In the Land of Beginning Again –                                                 | — | — | US18 (1 Wo.)US | aus dem Film The Bells of St. Mary’s 1919 ein Hit für Charles Harrison; Autoren: George W. Meyer, Grant Clarke |
| 1946 | Symphony –                                                                       | — | — | US3 (12 Wo.)US | Autoren: Alex Alstone, Jack Lawrence |
| 1946 | Give Me the Simple Life –                                                        | — | — | US16 (1 Wo.)US | mit Jimmy Dorsey and His Orchestra aus dem Film Wake Up and Dream (1946); Autoren: Harry Ruby, Rube Bloom |
| 1946 | The Bells of St. Mary’s –                                                        | — | — | US13 (1 Wo.)US | aus dem Film The Bells of St. Mary’s 1920 ein Hit für Frances Alda; Autoren: A. Emmett Adams, Douglas Furber |
| 1946 | McNamara’s Band –                                                                | — | — | US10 (4 Wo.)US | mit den Jesters; Autoren: Shamus O’Connor, John J. Stamford Millionenseller |
| 1946 | Day by Day –                                                                     | — | — | US15 (1 Wo.)US | mit Mel Tormé and His Mel-Tones Autoren: Axel Stordahl, Paul Weston, Sammy Cahn |
| 1946 | Sioux City Sue –                                                                 | — | — | US3 (16 Wo.)US | mit den Jesters Autoren: Dick Thomas, Max C. Freedman |
| 1946 | Personality –                                                                    | — | — | US9 (3 Wo.)US | Gastmusiker: Wild Bill Davis (Kornett); Autoren: Jimmy Van Heusen, Johnny Burke aus dem Film Road to Utopia mit Crosby und Bob Hope                                                                                           |
| 1946 | They Say It’s Wonderful –                                                        | — | — | US12 (4 Wo.)US | aus dem Broadway-Musical Annie Get Your Gun (1946) Autor: Irving Berlin |
| 1946 | South America, Take It Away –                                                    | — | — | US2 (19 Wo.)US | mit den Andrews Sisters aus dem Broadway-Musical Call Me Mister; Autor: Harold Rome Millionenseller |
| 1946 | Get Your Kicks on “Route 66”! –                                                  | — | — | US14 (2 Wo.)US | mit den Andrews Sisters Autor: Bobby Troup im selben Jahr ein Pop- und R&B-Hit für das King Cole Trio |
| 1946 | You Keep Coming Back Like a Song –                                               | — | — | US12 (2 Wo.)US | aus dem Film Blue Skies (1946) von Crosby und Fred Astaire Autor: Irving Berlin |
| 1947 | A Gal in Calico –                                                                | — | — | US8 (6 Wo.)US | mit den Calico Kids; aus dem Film The Time, the Place and the Girl (1946) Autoren: Arthur Schwartz, Leo Robin |
| 1947 | That’s How Much I Love You –                                                     | — | — | US17 (1 Wo.)US | mit Bob Crosby and His Bob Cats 1946 ein Countryhit für Eddy Arnold; Autoren: Eddy Arnold, Wally Fowler, Graydon Hall |
| 1947 | Tallahassee –                                                                    | — | — | US10 (10 Wo.)US | mit den Andrews Sisters aus dem Film Variety Girl (1947); Autor: Frank Loesser |
| 1947 | Feudin’ and Fightin’ –                                                           | — | — | US9 (4 Wo.)US | mit den Jesters aus dem Musical Laffing Room Only (1944); Autoren: Al Dubin, Burton Lane |
| 1947 | How Soon (Will I Be Seeing You) –                                                | — | — | US6 (14 Wo.)US | mit Carmen Cavallaro am Klavier Autoren: Carroll Lucas, Jack Owens |
| 1947 | You Do –                                                                         | — | — | US8 (8 Wo.)US | mit Carmen Cavallaro am Klavier aus dem Film Mother Wore Tights (1947); Autoren: Mack Gordon, Josef Myrow mit How Soon (Will I Be Seeing You) auf einer Single                                                                |
| 1947 | Whiffenpoof Song –                                                               | — | — | US7 (7 Wo.)US | mit Fred Waring and the Glee Club; Autoren: Maede Minnigerode, George Pomeroy, Tod Galloway das Lied ist seit 1909 der Song des Glee Clubs an der Universität von Yale Millionenseller                                        |
| 1948 | Ballerina –                                                                      | — | — | US10 (8 Wo.)US | Autoren: Bob Russell, Carl Sigman |
| 1948 | Now Is the Hour (Maori Farewell Song) –                                          | — | — | US1 (23 Wo.)US | Autoren: Clement Scott, Maewa Kaihau, Dorothy Stewart Millionenseller |
| 1948 | A Hundred and Sixty Acres –                                                      | — | — | US23 (2 Wo.)US | mit den Andrews Sisters Autor: David Kapp |
| 1949 | Far Away Places –                                                                | — | — | US2 (19 Wo.)US | Autoren: Joan Whitney, Alex Kramer |
| 1949 | Galway Bay –                                                                     | — | — | US3 (17 Wo.)US | Autor: Arthur Colahan Millionenseller |
| 1949 | If You Stub Your Toe on the Moon –                                               | — | — | US27 (1 Wo.)US | aus dem Film A Connecticut Yankee in King Arthur’s Court (1949) mit Crosby und Rhonda Fleming Autoren: Jimmy Van Heusen, Johnny Burke                                                                                         |
| 1949 | Careless Hands –                                                                 | — | — | US12 (10 Wo.)US | Autoren: Bob Hilliard, Carl Sigman |
| 1949 | Riders in the Sky: A Cowboy Legend –                                             | — | — | US14 (10 Wo.)US | Autor: Stan Jones Original: Burl Ives; die Orchesterversion von Vaughn Monroe erreichte Platz 1 |
| 1949 | Some Enchanted Evening –                                                         | — | — | US3 (20 Wo.)US | aus dem Musical South Pacific Autoren: Richard Rodgers, Oscar Hammerstein II die Version von Perry Como erreichte im selben Jahr Platz 1                                                                                      |
| 1949 | Bali ha′i –                                                                      | — | — | US12 (7 Wo.)US | aus dem Musical South Pacific; Autoren: Richard Rodgers, Oscar Hammerstein II B-Seite von Some Enchanted Evening |
| 1949 | Dear Hearts and Gentle People –                                                  | — | — | US2 (17 Wo.)US | Autoren: Sammy Fain, Bob Hilliard Millionenseller die Version von Dinah Shore erreichte ebenfalls Platz 2 |
| 1949 | Mule Train –                                                                     | — | — | US4 (12 Wo.)US | aus dem Film Singing Guns (1950) mit Vaughn Monroe; Autoren: Johnny Lange, Hy Heath, Fred Glickman mit Dear Hearts and Gentle People auf einer Single ein Nummer-1-Hit für Frankie Laine                                      |
| 1949 | Way Back Home –                                                                  | — | — | US21 (2 Wo.)US | mit Fred Waring and His Pennsylvanians 1935 ein Hit für Victor Young; Autoren: Al Lewis, Tom Waring |
| 1950 | Quicksilver –                                                                    | — | — | US6 (17 Wo.)US | mit den Andrews Sisters Autoren: Irving Taylor, George Wyle, Eddie Pola |
| 1950 | Have I Told You Lately That I Love You? –                                        | — | — | US24 (4 Wo.)US | mit den Andrews Sisters; Autor: Scotty Wiseman B-Seite von Quicksilver |
| 1950 | Chattanoogie Shoe Shine Boy –                                                    | — | — | US4 (13 Wo.)US | Autoren: Harry Stone, Jack Stapp im selben Jahr ein Millionenseller für Red Foley |
| 1950 | I Didn’t Slip, I Wasn’t Pushed, I Fell –                                         | — | — | US22 (2 Wo.)US | Autoren: George Wyle, Eddie Pola |
| 1950 | Play a Simple Melody –                                                           | — | — | US2 (19 Wo.)US | Gary Crosby and Friend; Millionenseller aus dem Broadway-Musical Watch Your Step (1914); Autor: Irving Berlin 1916 ein Hit für Billy Murray & Elsie Baker                                                                     |
| 1950 | Sam’s Song (The Happy Tune) –                                                    | — | — | US3 (19 Wo.)US | Gary Crosby and Friend; Autoren: Jack Elliott, Lew Quadling mit Play a Simple Melody auf einer Single |
| 1950 | La vie en rose –                                                                 | — | — | US13 (6 Wo.)US | Autoren: Édith Piaf, Louiguy Original: Édith Piaf |
| 1950 | I Cross My Fingers –                                                             | — | — | US22 (4 Wo.)US | Autoren: William Farrar, Walter Kent B-Seite von La vie en rose |
| 1950 | All My Love –                                                                    | — | — | US11 (12 Wo.)US | Autor: Ryan Leslie |
| 1950 | Harbor Lights –                                                                  | — | — | US8 (13 Wo.)US | Autoren: Will Grosz, Jimmy Kennedy 1937 ein Hit für Frances Langford, 1950 ein Nummer-1-Hit für Sammy Kaye, 1960 ein internationaler Hit für die Platters                                                                     |
| 1950 | Beyond the Reef –                                                                | — | — | US26 (1 Wo.)US | Autor: Jack Pitman B-Seite von Harbor Lights |
| 1951 | Sparrow in the Tree Top –                                                        | — | — | US8 (15 Wo.)US | mit den Andrews Sisters Autor: Bob Merrill |
| 1951 | When You and I Were Young, Maggie, Blues –                                       | — | — | US8 (10 Wo.)US | mit Gary Crosby 1905 ein Hit für Frank Stanley & Corrine Morgan; Autoren: George Washington Johnson, James Butterfield |
| 1951 | Moonlight Bay –                                                                  | — | — | US14 (6 Wo.)US | mit Gary Crosby 1912 ein Hit für das American Quartet; Autoren: Percy Wenrich, Edward Madden |
| 1951 | Gone Fishin’ –                                                                   | — | — | US19 (2 Wo.)US | mit Louis Armstrong Autoren: Nick Kenny, Charles Kenny |
| 1951 | In the Cool, Cool, Cool of the Evening –                                         | — | — | US11 (6 Wo.)US | mit Jane Wyman; Autoren: Hoagy Carmichael, Johnny Mercer aus dem Film Here Comes the Groom (1951) mit Crosby und Wyman Oscar (Bester Song)                                                                                    |
| 1951 | Why Did I Tell You I Was Going to Shanghai –                                     | — | — | US21 (1 Wo.)US | Autoren: Milton DeLugg, Bob Hilliard im selben Jahr ein Top-10-Hit für Doris Day |
| 1951 | Domino –                                                                         | — | — | US15 (6 Wo.)US | Autoren: Louis Ferrari, Don Raye im selben Jahr ein Top-10-Hit für Tony Martin |
| 1952 | Watermelon Weather –                                                             | — | — | US28 (2 Wo.)US | mit Peggy Lee Autoren: Hoagy Carmichael, Paul Francis Webster |
| 1952 | Till the End of the World –                                                      | — | — | US16 (6 Wo.)US | mit Grady Martin and His Slow Foot Five 1949 ein Countryhit für Ernest Tubb; Autor: Vaughn Horton |
| 1952 | The Isle of Innisfree –                                                          | — | UK3 (12 Wo.)UK | — | Autor: Dick Farrelly |
| 1952 | Zing a Little Zong –                                                             | — | UK10 (2 Wo.)UK | US18 (6 Wo.)US | mit Jane Wyman aus dem Film Just for You (1952) mit Crosby und Wyman; Autoren: Harry Warren, Leo Robin |
| 1954 | Changing Partners –                                                              | — | UK9 (3 Wo.)UK | US13 (2 Wo.)US | Autoren: Larry Coleman, Joe Darion |
| 1954 | Y’All Come –                                                                     | — | — | US20 (3 Wo.)US | mit den Cass County Boys Autor: Arlie Duff |
| 1955 | Count Your Blessings Instead of Sheep –                                          | — | UK11 (3 Wo.)UK | — | Autor: Irving Berlin |
| 1955 | Stranger in Paradise –                                                           | — | UK17 (2 Wo.)UK | — | aus dem Musical Kismet; Autoren: Bob Wright, George Forrest, Alexander Borodin Melodie ist der Tanz der Jungfrauen aus Borodins Polowetzer Tänzen Tony Bennetts Version erreichte Platz 2 in US und Platz 1 in Großbritannien |
| 1956 | In a Little Spanish Town (’Twas on a Night Like This) –                          | — | UK22 (3 Wo.)UK | US49 (7 Wo.)US | mit dem Buddy Cole Trio war 1927 ein Hit für Paul Whiteman; Autoren: Mabel Wayne, Sam M. Lewis, Joe Young |
| 1956 | True Love –                                                                      | DE18 (4 Mt.)DE | UK4 (33 Wo.)UK | US3 (31 Wo.)US | mit Grace Kelly; aus dem Film High Society; Autor: Cole Porter von den 33 Wochen in UK sind sechs Wochen vom Wiedereintritt 1983                                                                                              |
| 1956 | Well Did You Evah? –                                                             | — | — | US92 (2 Wo.)US | mit Frank Sinatra; aus dem Film High Society das Lied stammt ursprünglich aus dem Cole-Porter-Musical Du Barry Was a Lady (1939)                                                                                              |
| 1956 | Now You Has Jazz –                                                               | — | — | US88 (4 Wo.)US | mit Louis Armstrong aus dem Film High Society; Autor: Cole Porter |
| 1957 | Around the World –                                                               | — | UK5 (15 Wo.)UK | US25 (31 Wo.)US | aus dem Film Around the World in Eighty Days Autoren: Harold Adamson, Victor Young; Original: Victor Young |
| 1975 | That’s What Life Is All About –                                                  | — | UK41 (4 Wo.)UK | — | Autoren: Bing Crosby, Ken Barnes, Les Reed, Peter Dacre |

grau schraffiert: keine Chartdaten aus diesem Jahr verfügbar
Weihnachtssingles

| Jahr | Titel Album                                         | Höchstplatzierung, Gesamtwochen, AuszeichnungChartplatzierungen (Jahr, Titel, Album, Platzierungen, Wochen, Auszeichnungen, Anmerkungen) | Höchstplatzierung, Gesamtwochen, AuszeichnungChartplatzierungen (Jahr, Titel, Album, Platzierungen, Wochen, Auszeichnungen, Anmerkungen) | Höchstplatzierung, Gesamtwochen, AuszeichnungChartplatzierungen (Jahr, Titel, Album, Platzierungen, Wochen, Auszeichnungen, Anmerkungen) | Höchstplatzierung, Gesamtwochen, AuszeichnungChartplatzierungen (Jahr, Titel, Album, Platzierungen, Wochen, Auszeichnungen, Anmerkungen) | Höchstplatzierung, Gesamtwochen, AuszeichnungChartplatzierungen (Jahr, Titel, Album, Platzierungen, Wochen, Auszeichnungen, Anmerkungen) | Anmerkungen | [↑]: gemeinsam behandelt mit vorhergehendem Eintrag; [←]: in beiden Charts platziert |
| Jahr | Titel Album                                         | DE | AT | CH | UK | US | Anmerkungen |                                                                                      |
| ---- | --------------------------------------------------- | --- | --- | --- | --- | --- | --- | ------------------------------------------------------------------------------------ |
| 1942 | White Christmas –                                   | DE39 Gold · (28 Wo.)DE | AT38 (12 Wo.)AT | CH40 (14 Wo.)CH | UK5 Platin · (61 Wo.)UK | US1 (101 Wo.)US | aus dem Film Holiday Inn (1942) mit Crosby und Fred Astaire; Autor: Irving Berlin; Neuaufnahme: 1947 in US von 1942 bis 1951 und von 1954 bis 1962 jeweils an Weihnachten in den Charts, war 1942 und 1943 auf Platz 1 in UK 1978 erstmals in den Charts (Platz 5), danach ab 1983 unregelmäßige Wiedereintritte in DE von 2007 bis 2010 und wieder ab 2019 platziert (Platz 53 im Januar 2009) in CH ab 2007 unregelmäßig platziert, Platz 40 im Jahr 2019 Grammy Hall of Fame; gilt als meistverkaufter Song aller Zeiten |                                                                                      |
| 1943 | I’ll Be Home for Christmas (If Only in My Dreams) – | — | — | — | — | US3 (6 Wo.)US | Autoren: Buck Ram, Kim Gannon, Walter Kent 1943 an Weihnachten in den Charts Millionenseller |                                                                                      |
| 1950 | Rudolph, the Red-Nosed Reindeer –                   | — | — | — | — | US14 (4 Wo.)US | Autor: Johnny Marks 1949 ein Nummer-1-Hit für Gene Autry |                                                                                      |
| 1950 | A Crosby Christmas (Parts 1 & 2) –                  | — | — | — | — | US22 (2 Wo.)US | Gary, Phillip, Dennis, Lindsay and Bing Crosby ein Medley aus This Christmas Feeling, I’d Like to Hitch a Ride with Santa Claus und The Snowman |                                                                                      |
| 1950 | A Marshmallow World –                               | — | — | — | — | US24 (1 Wo.)US | Autoren: Peter De Rose, Carl Sigman |                                                                                      |
| 1950 | Mele Kalikimaka –                                   | DE— aDE | — | CH64 (2 Wo.)CH | UK71 Silber · (1 Wo.)UK | US36 (1 Wo.)US | Charteinstieg in US erst 2020, in CH erst 2024 mit den Andrews Sisters |                                                                                      |
| 1957 | Silver Bells –                                      | — | — | — | — | US78 (2 Wo.)US | mit Carol Richards ursprünglich aus dem Film The Lemon Drop Kid (1950); Autoren: Jay Livingston, Ray Evans |                                                                                      |
| 1957 | How Lovely Is Christmas –                           | — | — | — | — | US97 (1 Wo.)US | Autoren: Arnold Sundgaard, Alec Wilder |                                                                                      |
| 1957 | Silent Night –                                      | — | — | — | UK8 (2 Wo.)UK | US54 (5 Wo.)US | Erstveröffentlichung USA: 1935; Wiederveröffentlichung: 1942; 1957 und 1960 an Weihnachten in den Charts Autoren: Franz Xaver Gruber, Joseph Mohr, John Freeman Young Millionenseller |                                                                                      |
| 1960 | Adeste fideles (Oh, Come, All Ye Faithful) –        | — | — | — | — | US45 (3 Wo.)US | aufgenommen 1942; das Lied stammt aus dem 18. Jahrhundert |                                                                                      |
| 1982 | Peace on Earth –                                    | — | AT53 (6 Wo.)AT | — | UK3 Silber · (12 Wo.)UK | — | mit David Bowie Autoren: Ian Fraser, Larry Grossman, Buz Kohan / Harry Simeone, Henry Onorati, Katherine K. Davis in UK Wiedereintritt 2007; in AT Ersteinstieg 2007, Wiedereintritt 2009 |                                                                                      |
| 1982 | Little Drummer Boy –                                | DE56 (3 Wo.)DE | AT54 (1 Wo.)AT | —[UK: ↑] | UK3 Silber · (12 Wo.)UK | — | in DE Ersteinstieg 2022, in AT Ersteinstieg 2024 |                                                                                      |

grau schraffiert: keine Chartdaten aus diesem Jahr verfügbar

## Jazz-Sammlung
- The Bing Crosby CBS Radio Recordings (1954–1956) – (Mosaic Records – 2009) – 7 CDs mit Buddy Cole p&organ&celeste&harpsichord, Vince Terri g&bjo, Don Whitaker b, Nick Fatool dm, Clyde Hurley tp, Matty Matlock cl, Fred Falensby ts, Abe Lincoln tb

## Auszeichnungen
- 1945: Oscar als bester Hauptdarsteller für Der Weg zum Glück
- 1946: Oscar-Nominierung als bester Hauptdarsteller für Die Glocken von St. Marien
- 1955: Oscar-Nominierung als bester Hauptdarsteller für Ein Mädchen vom Lande
- 1981: Enthüllung der Bing-Crosby-Statue auf dem Gelände der Gonzaga University in Spokane.

## Auszeichnungen für Musikverkäufe
| Silberne Schallplatte - Vereinigtes Königreich - 2024: für das Lied It’s Beginning to Look a Lot Like Christmas - 2024: für das Lied Winter Wonderland Goldene Schallplatte - Griechenland - 2024: für die Single White Christmas - Italien - 2023: für die Single White Christmas - Niederlande - 1979: für das Album White Christmas (EMI) - 1989: für das Album White Christmas (WEA) - Portugal - 2024: für die Single White Christmas - Schweden - 1996: für die Single White Christmas | Platin-Schallplatte - Australien - 2023: für die Single White Christmas - Dänemark - 2021: für die Single White Christmas |

Anmerkung: Auszeichnungen in Ländern aus den Charttabellen bzw. Chartboxen sind in ebendiesen zu finden.
| Land/RegionAuszeichnungen für Musikverkäufe (Land/Region, Auszeichnungen, Verkäufe, Quellen) | Silber       | Gold     | Platin     | Verkäufe  | Quellen              |
| -------------------------------------------------------------------------------------------- | ------------ | -------- | ---------- | --------- | -------------------- |
| Australien (ARIA)                                                                            | —            | —        | Platin1    | 70.000    | aria.com.au          |
| Dänemark (IFPI)                                                                              | —            | —        | Platin1    | 90.000    | ifpi.dk              |
| Deutschland (BVMI)                                                                           | —            | Gold1    | —          | 300.000   | musikindustrie.de    |
| Griechenland (IFPI)                                                                          | —            | Gold1    | —          | 10.000    | Einzelnachweise      |
| Italien (FIMI)                                                                               | —            | Gold1    | —          | 50.000    | fimi.it              |
| Niederlande (NVPI)                                                                           | —            | 2× Gold2 | —          | 100.000   | nvpi.nl              |
| Portugal (AFP)                                                                               | —            | Gold1    | —          | 5.000     | Einzelnachweise      |
| Schweden (IFPI)                                                                              | —            | Gold1    | —          | 15.000    | sverigetopplistan.se |
| Vereinigte Staaten (RIAA)                                                                    | —            | Gold1    | 6× Platin6 | 6.500.000 | riaa.com             |
| Vereinigtes Königreich (BPI)                                                                 | 13× Silber13 | Gold1    | Platin1    | 2.090.000 | bpi.co.uk            |
| Insgesamt                                                                                    | 13× Silber13 | 9× Gold9 | 9× Platin9 |           |                      |